# Liste des chefs de l'exécutif par État en 2016
La liste des chefs de l'exécutif par État en 2016 s'appuie sur la liste des pays du monde et sur la liste des dirigeants des États, telles qu'elles étaient connues du 1er janvier au 31 décembre 2016.
La liste principale compte, en 2016, 194 pays internationalement reconnus par l'ONU. Des listes additionnelles concernent : les États partiellement reconnus par la communauté internationale, les Entités proches du statut d’État, les territoires indépendants de fait, les territoires autonomes ou à administration spéciale et les gouvernements alternatifs ou en exil.
Les chefs de l'exécutif des États exerçant une pleine souveraineté sont principalement les chefs d'État et les chefs de gouvernement :
- Un chef d'État est une personne physique, parfois une personne morale, qui représente symboliquement la continuité et la légitimité de l'État. Diverses fonctions lui sont traditionnellement rattachées : représentation extérieure, promulgation des lois, nomination aux hautes fonctions publiques. Selon le pays, il peut être le plus éminent détenteur du pouvoir exécutif effectif, ou au contraire personnifier le pouvoir suprême exercé en son nom par d'autres personnalités politiques.
- Un chef de gouvernement est une personne physique qui possède le premier ou second rôle de l'exécutif (selon le type de régime politique) et se trouve à la tête du gouvernement c'est-à-dire de l'ensemble des ministres ou secrétaires d'État chargés de responsabilités exécutives.

Dans le cas de territoires autonomes et autres collectivités non souveraines c'est-à-dire dépendant d'un État suzerain, les titres de chef de l'exécutif local sont divers : préfet, bailli, gouverneur, président, etc.
- Haut – A
- B
- C
- D
- E
- F
- G
- H
- I
- J
- K
- L
- M
- N
- O
- P
- Q
- R
- S
- T
- U
- V
- W
- X
- Y
- Z

## A
| Pays                                  | Fonction                                                   | Nom                             | Depuis le         |
| ------------------------------------- | ---------------------------------------------------------- | ------------------------------- | ----------------- |
| République islamique d'Afghanistan    | Présidents de la République                                | Ashraf Ghani                    | 29 septembre 2014 |
| République islamique d'Afghanistan    | Chef de l'exécutif                                         | Abdullah Abdullah               | 29 septembre 2014 |
| Afrique du Sud (voir aussi : §10)     | Président de la République                                 | Jacob Zuma                      | 9 mai 2009        |
| Afrique du Sud (voir aussi : §10)     | Vice-président la République                               | Cyril Ramaphosa                 | 25 mai 2014       |
| Albanie                               | Président de la République                                 | Bujar Nishani                   | 24 juillet 2012   |
| Albanie                               | Premier ministre                                           | Edi Rama                        | 15 septembre 2013 |
| Algérie                               | Président de la République                                 | Abdelaziz Bouteflika            | 27 avril 1999     |
| Algérie                               | Premier ministre                                           | Abdelmalek Sellal               | 29 avril 2014     |
| Allemagne                             | Président fédéral                                          | Joachim Gauck                   | 18 mars 2012      |
| Allemagne                             | Chancelière fédérale                                       | Angela Merkel                   | 22 novembre 2005  |
| Andorre                               | Coprince français                                          | François Hollande               | 15 mai 2012       |
| Andorre                               | Coprince épiscopal                                         | Joan-Enric Vives i Sicília      | 12 mai 2003       |
| Andorre                               | Représentants personnels du coprince français (successifs) | Jean-Pierre Hugues              | 15 juin 2016      |
| Andorre                               | Représentants personnels du coprince français (successifs) | Thierry Lataste                 | 5 janvier 2015    |
| Andorre                               | Représentant personnel du coprince épiscopal               | Josep Maria Mauri               | 20 juillet 2012   |
| Andorre                               | Syndic général                                             | Vicenç Mateu Zamora             | 28 avril 2011     |
| Andorre                               | Chef du gouvernement                                       | Antoni Martí                    | 1er avril 2015    |
| Angola                                | Président de la République                                 | José Eduardo dos Santos         | 10 septembre 1979 |
| Angola                                | Vice-président de la République                            | Manuel Domingos Vicente         | 26 septembre 2012 |
| Antigua-et-Barbuda (voir aussi : §10) | Reine                                                      | Élisabeth II                    | 1er novembre 1981 |
| Antigua-et-Barbuda (voir aussi : §10) | Gouverneur général                                         | Sir Rodney Williams             | 14 août 2014      |
| Antigua-et-Barbuda (voir aussi : §10) | Premier ministre                                           | Gaston Browne                   | 13 juin 2014      |
| Arabie saoudite                       | Roi                                                        | Salmane ben Abdelaziz Al Saoud  | 23 janvier 2015   |
| Arabie saoudite                       | Prince héritier et vice-premier ministre                   | Mohammed ben Nayef Al Saoud     | 28 avril 2015     |
| Argentine                             | Président de la Nation                                     | Mauricio Macri                  | 10 décembre 2015  |
| Argentine                             | Chef du cabinet                                            | Marcos Peña                     | 10 décembre 2015  |
| Arménie                               | Président de la République                                 | Serge Sarkissian                | 9 avril 2008      |
| Arménie                               | Premiers ministres (successifs)                            | Karen Karapetian                | 13 septembre 2016 |
| Arménie                               | Premiers ministres (successifs)                            | Hovik Abrahamian                | 13 avril 2014     |
| Australie (voir aussi : §6)           | Reine                                                      | Élisabeth II                    | 6 février 1952    |
| Australie (voir aussi : §6)           | Gouverneur générale                                        | Peter Cosgrove                  | 28 mars 2014      |
| Australie (voir aussi : §6)           | Premier ministre                                           | Malcolm Turnbull                | 15 septembre 2015 |
| Autriche                              | Présidents de la République (successifs)                   | Doris Bures (intérimaire)       | 8 juillet 2016    |
| Autriche                              | Présidents de la République (successifs)                   | Heinz Fischer                   | 8 juillet 2004    |
| Autriche                              | Chanceliers (successifs)                                   | Christian Kern                  | 17 mai 2016       |
| Autriche                              | Chanceliers (successifs)                                   | Reinhold Mitterlehner (intérim) | 9 mai 2016        |
| Autriche                              | Chanceliers (successifs)                                   | Werner Faymann                  | 2 décembre 2008   |
| Azerbaïdjan (voir aussi : §10 et §11) | Président de la République                                 | Ilham Aliyev                    | 15 octobre 2003   |
| Azerbaïdjan (voir aussi : §10 et §11) | Premier ministre                                           | Artur Rasizada                  | 6 août 2003       |

## B
| Pays                           | Fonction                                            | Nom                              | Depuis le         |
| ------------------------------ | --------------------------------------------------- | -------------------------------- | ----------------- |
| Bahamas                        | Reine                                               | Élisabeth II                     | 10 juillet 1973   |
| Bahamas                        | Gouverneure générale                                | Dame Marguerite Pindling         | 8 juillet 2014    |
| Bahamas                        | Premier ministre                                    | Perry Christie                   | 7 mai 2012        |
| Bahreïn                        | Roi                                                 | Hamed ben Issa Al Khalifa        | 6 mars 1999       |
| Bahreïn                        | Premier ministre                                    | Khalifa ben Salmane Al Khalifa   | 19 janvier 1970   |
| Bangladesh                     | Président de la République                          | Abdul Hamid                      | 20 mars 2013      |
| Bangladesh                     | Premier ministre                                    | Sheikh Hasina                    | 6 janvier 2009    |
| Barbade                        | Reine                                               | Élisabeth II                     | 30 novembre 1966  |
| Barbade                        | Gouverneur généraul                                 | Sir Elliott Belgrave             | 1er juin 2012     |
| Barbade                        | Premier ministre                                    | Freundel Stuart                  | 23 octobre 2010   |
| Belgique                       | Roi                                                 | Philippe                         | 21 juillet 2013   |
| Belgique                       | Premier ministre                                    | Charles Michel                   | 11 octobre 2014   |
| Belize                         | Reine                                               | Élisabeth II                     | 21 septembre 1981 |
| Belize                         | Gouverneur général                                  | Sir Colville Young               | 17 novembre 1993  |
| Belize                         | Premier ministre                                    | Dean Barrow                      | 8 février 2008    |
| Bénin                          | Présidents de la République (successifs)            | Patrice Talon                    | 6 avril 2016      |
| Bénin                          | Présidents de la République (successifs)            | Thomas Boni Yayi                 | 6 avril 2006      |
| Bénin                          | Premier ministre                                    | fonction abolie                  | 6 avril 2016      |
| Bénin                          | Premier ministre                                    | Lionel Zinsou                    | 18 juin 2015      |
| Bhoutan                        | Roi                                                 | Jigme Khesar Wangchuck           | 14 décembre 2006  |
| Bhoutan                        | Premier ministre                                    | Lyonchen Tshering Tobgay         | 29 juillet 2013   |
| Biélorussie (voir aussi : §12) | Président                                           | Alexandre Loukachenko            | 20 juillet 1994   |
| Biélorussie (voir aussi : §12) | Premier ministre                                    | Andreï Kobiakov                  | 27 décembre 2014  |
| Birmanie                       | Présidents de la République (successifs)            | Htin Kyaw                        | 30 mars 20116     |
| Birmanie                       | Présidents de la République (successifs)            | Thein Sein                       | 4 février 2011    |
| Birmanie                       | Premiers vice-présidents (successifs)               | Myint Swe                        | 30 mars 2016      |
| Birmanie                       | Premiers vice-présidents (successifs)               | Nyan Tun                         | 15 août 2012      |
| Birmanie                       | Seconds vice-présidents (successifs)                | Henry Van Thio                   | 30 mars 2016      |
| Birmanie                       | Seconds vice-présidents (successifs)                | Sai Mauk Kham                    | 30 mars 2011      |
| Birmanie                       | Conseillère spéciale de l'État                      | Aung San Suu Kyi                 | 6 avril 2016      |
| Bolivie                        | Président de l'État plurinational                   | Evo Morales                      | 22 janvier 2006   |
| Bolivie                        | Vice-président de la République                     | Álvaro García Linera             | 22 janvier 2006   |
| Bosnie-Herzégovine             | Présidents du collège présidentiel (successifs)     | Mladen Ivanić                    | 17 novembre 2016  |
| Bosnie-Herzégovine             | Présidents du collège présidentiel (successifs)     | Bakir Izetbegović                | 17 mars 2016      |
| Bosnie-Herzégovine             | Présidents du collège présidentiel (successifs)     | Dragan Čović                     | 17 juillet 2015   |
| Bosnie-Herzégovine             | Président du Conseil                                | Denis Zvizdić                    | 11 février 2015   |
| Bosnie-Herzégovine             | Haut Représentant international                     | Valentin Inzko (Autriche)        | 26 mars 2009      |
| Botswana                       | Président de la République                          | Ian Khama                        | 1er avril 2008    |
| Botswana                       | Vice-Président de la République                     | Mokgweetsi Masisi                | 12 novembre 2014  |
| Brésil                         | Présidents de la République fédérative (successifs) | Michel Temer                     | 12 mai 2016       |
| Brésil                         | Présidents de la République fédérative (successifs) | Dilma Rousseff                   | 1er janvier 2011  |
| Brésil                         | Vice-président de la République fédérative          | fonction vacante                 | 31 août 2016      |
| Brésil                         | Vice-président de la République fédérative          | Michel Temer                     | 1er janvier 2011  |
| Brunei                         | Sultan                                              | Hassanal Bolkiah                 | 5 octobre 1967    |
| Brunei                         | Premier ministre                                    | Hassanal Bolkiah                 | 1er janvier 1984  |
| Brunei                         | Prince héritier                                     | Al-Muhtadee Billah               | 10 août 1998      |
| Bulgarie                       | Président de la République                          | Rossen Plevneliev                | 22 janvier 2012   |
| Bulgarie                       | Premier ministre                                    | Boïko Borissov                   | 7 novembre 2014   |
| Burkina Faso                   | Président de la République                          | Roch Marc Christian Kaboré       | 29 décembre 2015  |
| Burkina Faso                   | Premiers ministres (successifs)                     | Paul Kaba Thiéba                 | 6 janvier 2016    |
| Burkina Faso                   | Premiers ministres (successifs)                     | Yacouba Isaac Zida (par intérim) | 19 novembre 2014  |
| Burundi                        | Président de la République                          | Pierre Nkurunziza                | 26 août 2005      |
| Burundi                        | Premier Vice-président                              | Gaston Sindimwo                  | 20 août 2015      |
| Burundi                        | Second Vice-président                               | Joseph Butore                    | 20 août 2015      |

## C
| Pays                                | Fonction                                                          | Nom                                            | Depuis le        |
| ----------------------------------- | ----------------------------------------------------------------- | ---------------------------------------------- | ---------------- |
| Cambodge                            | Roi                                                               | Norodom Sihamoni                               | 29 octobre 2004  |
| Cambodge                            | Premier ministre                                                  | Hun Sen                                        | 14 janvier 1985  |
| Cameroun                            | Président de la République                                        | Paul Biya                                      | 6 novembre 1982  |
| Cameroun                            | Premier ministre                                                  | Philémon Yang                                  | 30 juin 2009     |
| Canada                              | Reine                                                             | Élisabeth II                                   | 6 février 1952   |
| Canada                              | Gouverneur général                                                | David Johnston                                 | 1er octobre 2010 |
| Canada                              | Premier ministre                                                  | Justin Trudeau                                 | 4 novembre 2015  |
| Cap-Vert                            | Président de la République                                        | Jorge Carlos Fonseca                           | 21 août 2011     |
| Cap-Vert                            | Premiers ministres (successifs)                                   | Ulisses Correia e Silva                        | 22 avril 2016    |
| Cap-Vert                            | Premiers ministres (successifs)                                   | José Maria Neves                               | 1er février 2001 |
| Centrafrique                        | Chefs d'État (successifs)                                         | Faustin-Archange Touadéra                      | 30 mars 2016     |
| Centrafrique                        | Chefs d'État (successifs)                                         | Catherine Samba-Panza (Présidente transitoire) | 20 janvier 2014  |
| Centrafrique                        | Premiers ministres (successifs)                                   | Simplice Sarandji                              | 2 avril 2016     |
| Centrafrique                        | Premiers ministres (successifs)                                   | Mahamat Kamoun (transitoire)                   | 10 août 2014     |
| Chili                               | Présidente de la République                                       | Michelle Bachelet                              | 11 mars 2014     |
| Chine (voir aussi : §1, §10 et §12) | Secrétaire général du Parti communiste chinois                    | Xi Jinping                                     | 15 novembre 2012 |
| Chine (voir aussi : §1, §10 et §12) | Président de la République                                        | Xi Jinping                                     | 14 mars 2013     |
| Chine (voir aussi : §1, §10 et §12) | Premier ministre                                                  | Li Keqiang                                     | 15 mars 2013     |
| Chypre (voir aussi : §1)            | Président de la République                                        | Níkos Anastasiádis                             | 28 février 2013  |
| Chypre (voir aussi : §1)            | Vice-président                                                    | (vacant)                                       | 14 août 1974     |
| Colombie                            | Président de la République                                        | Juan Manuel Santos                             | 7 août 2010      |
| Colombie                            | Vice-président de la République                                   | Germán Vargas Lleras                           | 7 août 2014      |
| Comores                             | Présidents de l'Union (successifs)                                | Azali Assoumani                                | 26 mai 2016      |
| Comores                             | Présidents de l'Union (successifs)                                | Ikililou Dhoinine                              | 26 mai 2011      |
| Comores                             | Premiers Vice-présidents de l'Union (successifs)                  | Houmadi Bacar Djaanfar                         | 26 mai 2016      |
| Comores                             | Premiers Vice-présidents de l'Union (successifs)                  | Fouad Mohadji                                  | 26 mai 2011      |
| Comores                             | Seconds Vice-présidents de l'Union (successifs)                   | Ali Chabouhane                                 | 26 mai 2016      |
| Comores                             | Seconds Vice-présidents de l'Union (successifs)                   | Mohamed Ali Soilihi                            | 26 mai 2011      |
| Comores                             | Troisièmes Vice-présidents de l'Union (successifs)                | Mahamoud Moustadrane                           | 26 mai 2016      |
| Comores                             | Troisièmes Vice-présidents de l'Union (successifs)                | Nourdine Bourhane                              | 26 mai 2011      |
| République du Congo                 | Président de la République                                        | Denis Sassou-Nguesso                           | 25 octobre 1997  |
| République du Congo                 | Premier ministre                                                  | Clément Mouamba                                | 23 avril 2016    |
| République démocratique du Congo    | Président de la République                                        | Joseph Kabila                                  | 17 janvier 2001  |
| République démocratique du Congo    | Premiers ministres (successifs)                                   | Samy Badibanga                                 | 20 décembre 2016 |
| République démocratique du Congo    | Premiers ministres (successifs)                                   | Matata Ponyo Mapon                             | 18 avril 2012    |
| Corée du Nord                       | Chef suprême de la République populaire et démocratique de Corée  | Kim Jong-un                                    | 29 décembre 2011 |
| Corée du Nord                       | Président du Parti du travail de Corée                            | Kim Jong-un                                    | 9 mai 2016       |
| Corée du Nord                       | Premier secrétaire du Parti du travail de Corée                   | fonction supprimée                             | 9 mai 2016       |
| Corée du Nord                       | Premier secrétaire du Parti du travail de Corée                   | Kim Jong-un                                    | 11 avril 2012    |
| Corée du Nord                       | Président de la Commission des affaires de l'État                 | Kim Jong-un                                    | 29 juin 2016     |
| Corée du Nord                       | Premier président du Comité de défense nationale de Corée du Nord | fonction aboli                                 | 29 juin 2016     |
| Corée du Nord                       | Premier président du Comité de défense nationale de Corée du Nord | Kim Jong-un                                    | 13 avril 2012    |
| Corée du Nord                       | Président du Présidium de l’Assemblée populaire suprême           | Kim Yong-nam                                   | 5 septembre 1998 |
| Corée du Nord                       | Premier ministre                                                  | Pak Pong-ju                                    | 1er avril 2013   |
| Corée du Sud                        | Présidents de la République                                       | Hwang Kyo-ahn (intérim)                        | 9 décembre 2016  |
| Corée du Sud                        | Présidents de la République                                       | Park Geun-hye                                  | 25 février 2013  |
| Corée du Sud                        | Premier ministre                                                  | Hwang Kyo-ahn                                  | 18 juin 2015     |
| Costa Rica                          | Président de la République                                        | Luis Guillermo Solís                           | 8 mai 2014       |
| Costa Rica                          | Premier Vice-président de la République                           | Helio Fallas Venegas                           | 8 mai 2014       |
| Costa Rica                          | Second Vice-présidente de la République                           | Ana Helena Chacón Echeverría                   | 8 mai 2014       |
| Côte d'Ivoire                       | Président de la République                                        | Alassane Ouattara                              | 4 décembre 2010  |
| Côte d'Ivoire                       | Premier ministre                                                  | Daniel Kablan Duncan                           | 21 novembre 2012 |
| Croatie                             | Président de la République                                        | Kolinda Grabar-Kitarović                       | 18 février 2015  |
| Croatie                             | Premiers ministres (successifs)                                   | Andrej Plenković                               | 19 octobre 2016  |
| Croatie                             | Premiers ministres (successifs)                                   | Tihomir Orešković                              | 22 janvier 2016  |
| Croatie                             | Premiers ministres (successifs)                                   | Zoran Milanović                                | 23 décembre 2011 |
| Cuba                                | Secrétaire général du Parti communiste cubain                     | Raúl Castro                                    | 19 avril 2011    |
| Cuba                                | Président de la République                                        | Raúl Castro                                    | 24 février 2008  |
| Cuba                                | Président du Conseil des ministres                                | Raúl Castro                                    | 24 février 2008  |

## D
| Pays                        | Fonction                         | Nom                           | Depuis le        |
| --------------------------- | -------------------------------- | ----------------------------- | ---------------- |
| Danemark (voir aussi : §10) | Reine                            | Margrethe II                  | 14 janvier 1972  |
| Danemark (voir aussi : §10) | Ministre d’État                  | Lars Løkke Rasmussen          | 28 juin 2015     |
| Djibouti                    | Président de la République       | Ismaïl Omar Guelleh           | 8 mai 1999       |
| Djibouti                    | Premier ministre                 | Abdoulkader Kamil Mohamed     | 1er avril 2013   |
| République dominicaine      | Président de la République       | Danilo Medina                 | 16 août 2012     |
| République dominicaine      | Vice-Présidente de la République | Margarita Cedeño de Fernández | 16 août 2012     |
| Dominique                   | Président de la République       | Charles Savarin               | 2 septembre 2013 |
| Dominique                   | Premier ministre                 | Roosevelt Skerrit             | 8 janvier 2004   |

## E
| Pays                         | Fonction                                 | Nom                            | Depuis le         |
| ---------------------------- | ---------------------------------------- | ------------------------------ | ----------------- |
| Égypte                       | Président de la République               | Abdel Fattah al-Sissi          | 8 juin 2014       |
| Égypte                       | Premier ministre                         | Chérif Ismaïl                  | 19 septembre 2015 |
| Émirats arabes unis          | Président                                | Khalifa ben Zayed Al Nahyane   | 3 novembre 2004   |
| Émirats arabes unis          | Premier ministre                         | Mohammed ben Rachid Al Maktoum | 5 janvier 2006    |
| Équateur (voir aussi : §10)  | Président de la République               | Rafael Correa                  | 15 janvier 2007   |
| Équateur (voir aussi : §10)  | Vice-président de la République          | Jorge Glas                     | 24 mai 2013       |
| Érythrée                     | Président de l’État                      | Isaias Afwerki                 | 24 mai 1993       |
| Érythrée                     | Vice-président de l'État                 | (vacant)                       | 24 mai 1993       |
| Espagne (voir aussi : §10)   | Roi                                      | Felipe VI                      | 19 juin 2014      |
| Espagne (voir aussi : §10)   | Président du gouvernement                | Mariano Rajoy                  | 21 décembre 2011  |
| Estonie (voir aussi : §12)   | Présidents de la République (successifs) | Kersti Kaljulaid               | 10 octobre 2016   |
| Estonie (voir aussi : §12)   | Présidents de la République (successifs) | Toomas Hendrik Ilves           | 9 octobre 2006    |
| Estonie (voir aussi : §12)   | Premiers ministres (successifs)          | Jüri Ratas                     | 23 novembre 2016  |
| Estonie (voir aussi : §12)   | Premiers ministres (successifs)          | Taavi Rõivas                   | 26 mars 2014      |
| États-Unis (voir aussi : §4) | Président                                | Barack Obama                   | 20 janvier 2009   |
| États-Unis (voir aussi : §4) | Vice-président des États-Unis            | Joe Biden                      | 20 janvier 2009   |
| Éthiopie                     | Président de la République               | Mulatu Teshome                 | 7 octobre 2013    |
| Éthiopie                     | Premier ministre                         | Haile Mariam Dessalegn         | 20 août 2012      |

## F
| Pays                       | Fonction                        | Nom               | Depuis (le)      |
| -------------------------- | ------------------------------- | ----------------- | ---------------- |
| Fidji                      | Président de la République      | Jioji Konrote     | 12 novembre 2015 |
| Fidji                      | Premier ministre                | Frank Bainimarama | 11 avril 2009    |
| Finlande (voir aussi : §9) | Président de la République      | Sauli Niinistö    | 1er mars 2012    |
| Finlande (voir aussi : §9) | Premier ministre                | Juha Sipilä       | 29 mai 2015      |
| France (voir aussi : §3)   | Président de la République      | François Hollande | 15 mai 2012      |
| France (voir aussi : §3)   | Premiers ministres (successifs) | Bernard Cazeneuve | 6 décembre 2016  |
| France (voir aussi : §3)   | Premiers ministres (successifs) | Manuel Valls      | 1er avril 2014   |

## G
| Pays                                  | Fonction                                      | Nom                                   | Depuis (le)       |
| ------------------------------------- | --------------------------------------------- | ------------------------------------- | ----------------- |
| Gabon                                 | Président de la République                    | Ali Bongo Ondimba                     | 16 octobre 2009   |
| Gabon                                 | Premiers ministres (successifs)               | Emmanuel Issoze-Ngondet               | 28 septembre 2016 |
| Gabon                                 | Premiers ministres (successifs)               | Daniel Ona Ondo                       | 24 janvier 2014   |
| Gambie                                | Président de la République                    | Yahya Jammeh                          | 22 juillet 1994   |
| Gambie                                | Vice-présidente de la République              | Isatou Njie Saidy                     | 20 mars 1997      |
| Géorgie (voir aussi : §1, §10 et §12) | Président                                     | Guiorgui Margvelachvili               | 27 novembre 2013  |
| Géorgie (voir aussi : §1, §10 et §12) | Premier ministre                              | Guiorgui Kvirikachvili                | 30 décembre 2015  |
| Ghana                                 | Président de la République                    | John Dramani Mahama                   | 24 juillet 2012   |
| Ghana                                 | Vice-président de la République               | Kwesi Amissah-Arthur                  | 31 juillet 2012   |
| Grèce (voir aussi : §10)              | Président de la République                    | Prokópis Pavlópoulos                  | 13 mars 2015      |
| Grèce (voir aussi : §10)              | Premier ministre                              | Aléxis Tsípras                        | 21 septembre 2015 |
| Grenade (voir aussi : §10)            | Reine                                         | Élisabeth II                          | 7 février 1974    |
| Grenade (voir aussi : §10)            | Gouverneur générals                           | Cecile La Grenade                     | 7 avril 2013      |
| Grenade (voir aussi : §10)            | Premier ministre                              | Keith Mitchell                        | 20 février 2013   |
| Guatemala                             | Présidents de la République (successifs)      | Jimmy Morales                         | 14 janvier 2016   |
| Guatemala                             | Présidents de la République (successifs)      | Alejandro Maldonado Aguirre (intérim) | 3 septembre 2015  |
| Guatemala                             | Vice-présidents de la République (successifs) | Jafeth Cabrera Franco                 | 14 janvier 2016   |
| Guatemala                             | Vice-présidents de la République (successifs) | Juan Alfonso Fuentes Soria            | 16 septembre 2015 |
| Guinée                                | Président de la République                    | Alpha Condé                           | 21 décembre 2010  |
| Guinée                                | Premier ministre                              | Mamady Youla                          | 29 décembre 2015  |
| Guinée-Bissau                         | Président de la République                    | José Mário Vaz                        | 23 juin 2014      |
| Guinée-Bissau                         | Premiers ministres (successifs)               | Umaro Sissoco Embaló                  | 18 novembre 2016  |
| Guinée-Bissau                         | Premiers ministres (successifs)               | fonction vacante                      | 9 novembre 2016   |
| Guinée-Bissau                         | Premiers ministres (successifs)               | Baciro Djá                            | 27 mai 2016       |
| Guinée-Bissau                         | Premiers ministres (successifs)               | fonction vacante                      | 12 mai 2016       |
| Guinée-Bissau                         | Premiers ministres (successifs)               | Carlos Correia                        | 17 septembre 2015 |
| Guinée équatoriale                    | Président de la République                    | Teodoro Obiang Nguema Mbasogo         | 3 août 1979       |
| Guinée équatoriale                    | Premiers ministres (successifs)               | Francisco Pascual Obama Asue          | 23 juin 2016      |
| Guinée équatoriale                    | Premiers ministres (successifs)               | Vicente Ehate Tomi                    | 18 mai 2012       |
| Guyana                                | Président de la République                    | David Granger                         | 16 mai 2015       |
| Guyana                                | Premier ministre                              | Moses Nagamootoo                      | 19 mai 2015       |

## H
| Pays     | Fonction                                   | Nom                              | Depuis (le)     |
| -------- | ------------------------------------------ | -------------------------------- | --------------- |
| Haïti    | Présidents de la République (successifs)   | Jocelerme Privert (intérim)      | 14 février 2016 |
| Haïti    | Présidents de la République (successifs)   | Evans Paul (intérim)             | 7 février 2016  |
| Haïti    | Présidents de la République (successifs)   | Joseph Michel Martelly           | 14 mai 2011     |
| Haïti    | Premiers ministres (successifs)            | Enex Jean-Charles                | 28 mars 2016    |
| Haïti    | Premiers ministres (successifs)            | Fritz Alphonse Jean              | 26 février 2016 |
| Haïti    | Premiers ministres (successifs)            | Evans Paul                       | 16 janvier 2015 |
| Honduras | Président de la République                 | Juan Orlando Hernández           | 27 janvier 2014 |
| Honduras | Premier Vice-président de la République    | Ricardo Álvarez                  | 27 janvier 2014 |
| Honduras | Seconde Vice-présidente de la République   | Ana Rossana Guevara Pinto        | 27 janvier 2014 |
| Honduras | Troisième Vice-présidente de la République | Lorena Enriqueta Herrera Estevez | 27 janvier 2014 |
| Hongrie  | Président de la République                 | János Áder                       | 10 mai 2012     |
| Hongrie  | Ministre-président                         | Viktor Orbán                     | 29 mai 2010     |

## I
| Pays                           | Fonction                           | Nom                          | Depuis (le)      |
| ------------------------------ | ---------------------------------- | ---------------------------- | ---------------- |
| Inde (voir aussi : §11)        | Président de la République         | Pranab Mukherjee             | 25 juillet 2012  |
| Inde (voir aussi : §11)        | Premier ministre                   | Narendra Modi                | 26 mai 2014      |
| Indonésie (voir aussi : §12)   | Président de la République         | Joko Widodo                  | 20 octobre 2014  |
| Indonésie (voir aussi : §12)   | Vice-président de la République    | Jusuf Kalla                  | 20 octobre 2014  |
| Irak (voir aussi : §10 et §11) | Président de la République         | Fouad Massoum                | 24 juillet 2014  |
| Irak (voir aussi : §10 et §11) | Premier ministre                   | Haider al-Abadi              | 8 septembre 2014 |
| Iran                           | Guide de la révolution             | Ali Khamenei                 | 4 juin 1989      |
| Iran                           | Président de la République         | Hassan Rouhani               | 3 août 2013      |
| Irlande                        | Président                          | Michael D. Higgins           | 11 novembre 2011 |
| Irlande                        | Premier ministre                   | Enda Kenny                   | 9 mars 2011      |
| Islande                        | Présidents (successifs)            | Guðni Th. Jóhannesson        | 1er août 2016    |
| Islande                        | Présidents (successifs)            | Ólafur Ragnar Grímsson       | 1er août 1996    |
| Islande                        | Premiers ministres (successifs)    | Sigurður Ingi Jóhannsson     | 5 avril 2016     |
| Islande                        | Premiers ministres (successifs)    | Sigmundur Davíð Gunnlaugsson | 24 mai 2013      |
| Israël (voir aussi : §1)       | Président de l’État                | Reuven Rivlin                | 24 juillet 2014  |
| Israël (voir aussi : §1)       | Premier ministre                   | Benyamin Netanyahou          | 31 mars 2009     |
| Italie                         | Président de la République         | Sergio Mattarella            | 3 février 2015   |
| Italie                         | Présidents du Conseil (successifs) | Paolo Gentiloni              | 12 décembre 2016 |
| Italie                         | Présidents du Conseil (successifs) | Matteo Renzi                 | 22 février 2014  |

## J
| Pays     | Fonction                        | Nom                   | Depuis (le)      |
| -------- | ------------------------------- | --------------------- | ---------------- |
| Jamaïque | Reine                           | Élisabeth II          | 6 août 1962      |
| Jamaïque | Gouverneur général              | Patrick Allen         | 26 février 2009  |
| Jamaïque | Premiers ministres (successifs) | Andrew Holness        | 3 mars 2016      |
| Jamaïque | Premiers ministres (successifs) | Portia Simpson Miller | 5 janvier 2012   |
| Japon    | Empereur                        | Akihito               | 7 janvier 1989   |
| Japon    | Premier ministre                | Shinzō Abe            | 26 décembre 2012 |
| Jordanie | Roi                             | Abdallah II           | 7 février 1999   |
| Jordanie | Premiers ministres (successifs) | Hani Moulki           | 1er juin 2016    |
| Jordanie | Premiers ministres (successifs) | Abdullah Ensour       | 11 octobre 2012  |

## K
| Pays        | Fonction                                      | Nom                                 | Depuis (le)      |
| ----------- | --------------------------------------------- | ----------------------------------- | ---------------- |
| Kazakhstan  | Président de la République                    | Noursoultan Nazarbaïev              | 24 avril 1990    |
| Kazakhstan  | Premiers ministres (successifs)               | Bakytzhan Sagintayev                | 8 septembre 2016 |
| Kazakhstan  | Premiers ministres (successifs)               | Karim Massimov                      | 2 avril 2014     |
| Kenya       | Président de la République                    | Uhuru Kenyatta                      | 9 avril 2013     |
| Kenya       | Vice-président de la République               | William Ruto                        | 9 avril 2013     |
| Kirghizstan | Président de la République                    | Almazbek Atambaïev                  | 30 octobre 2011  |
| Kirghizstan | Premiers ministres (successifs)               | Sooronbay Jeenbekov                 | 14 avril 2016    |
| Kirghizstan | Premiers ministres (successifs)               | Temir Sarïev                        | 1er mai 2015     |
| Kiribati    | Présidents de la République (successifs)      | Taaneti Mwamwau                     | 11 mars 2016     |
| Kiribati    | Présidents de la République (successifs)      | Anote Tong                          | 10 juillet 2003  |
| Kiribati    | Vice-présidents de la République (successifs) | Kourabi Nenem                       | 15 mars 2016     |
| Kiribati    | Vice-présidents de la République (successifs) | Teima Onorio                        | 10 juillet 2003  |
| Koweït      | Émir                                          | Sabah el-Ahmed el-Jaber el-Sabah    | 29 janvier 2006  |
| Koweït      | Premier ministre                              | Jaber al-Moubarak al-Ahmad al-Sabah | 4 décembre 2011  |

## L
| Pays                     | Fonction                                                                 | Nom | Depuis (le)                                                                               |
| ------------------------ | ------------------------------------------------------------------------ | --- | ----------------------------------------------------------------------------------------- |
| Laos                     | Secrétaires générals du Parti révolutionnaire populaire lao (successifs) | Boungnang Vorachit | 22 janvier 2016                                                                           |
| Laos                     | Secrétaires générals du Parti révolutionnaire populaire lao (successifs) | Choummaly Sayasone | 21 mars 2006                                                                              |
| Laos                     | Présidents de la République (successifs)                                 | Boungnang Vorachit | 19 avril 2016                                                                             |
| Laos                     | Présidents de la République (successifs)                                 | Choummaly Sayasone | 8 juin 2006                                                                               |
| Laos                     | Premiers ministres (successifs)                                          | Thongloun Sisoulith | 19 avril 2016                                                                             |
| Laos                     | Premiers ministres (successifs)                                          | Thongsing Thammavong | 23 décembre 2010                                                                          |
| Lesotho                  | Roi                                                                      | Letsie III | 7 février 1996                                                                            |
| Lesotho                  | Premier ministre                                                         | Pakalitha Mosisili | 17 mars 2015                                                                              |
| Lettonie                 | Président de la République                                               | Raimonds Vējonis | 8 juillet 2015                                                                            |
| Lettonie                 | Premiers ministres (successifs)                                          | Māris Kučinskis | 11 février 2016                                                                           |
| Lettonie                 | Premiers ministres (successifs)                                          | Laimdota Straujuma | 22 janvier 2014                                                                           |
| Liban                    | Présidents de la République (successifs)                                 | Michel Aoun | 31 octobre 2016                                                                           |
| Liban                    | Présidents de la République (successifs)                                 | Tammam Salam (intérim)                                                                                                  | 25 mai 2014                                                                               |
| Liban                    | Premier ministre (successifs)                                            | Saad Hariri | 20 décembre 2016                                                                          |
| Liban                    | Premier ministre (successifs)                                            | Tammam Salam | 15 février 2014                                                                           |
| Liberia                  | Présidente de la République                                              | Ellen Johnson-Sirleaf                                                                                                   | 16 janvier 2006                                                                           |
| Liberia                  | Vice-président de la République                                          | Joseph Boakai | 16 janvier 2006                                                                           |
| Libye (voir aussi : §10) | Chefs d'État (en concurrence)                                            | Fayez el-Sarraj (Président du Conseil présidentiel) (Gouvernement Fayez el-Sarraj)                                      | 12 mars 2016 (corevendicateur du 12 mars 2016)                                            |
| Libye (voir aussi : §10) | Chefs d'État (en concurrence)                                            | Aguila Salah Issa (Président de la Chambre des représentants) (régime de Tobrouk)                                       | 5 août 2014 (corevendicateur du 25 août 2014)                                             |
| Libye (voir aussi : §10) | Chefs d'État (en concurrence)                                            | Nouri Bousahmein (Président du Congrès général national) (régime de Tripoli)                                            | 25 août 2014 - 5 avril 2016 (corevendicateur du 25 août 2014 au 5 avril 2016)             |
| Libye (voir aussi : §10) | Premiers ministres (en concurrence)                                      | Khalifa al-Ghowel (Proclamé ui-même premier ministre du vieux régime de Tripoli restauré pendant un coup d'État manqué) | 14 octobre 2016 - 18 octobre 2016 (corevendicateur du 14 octobre 2016 au 18 octobre 2016) |
| Libye (voir aussi : §10) | Premiers ministres (en concurrence)                                      | Fayez el-Sarraj (Gouvernement Fayez el-Sarraj)                                                                          | 12 mars 2016 (corevendicateur du 12 mars 2016)                                            |
| Libye (voir aussi : §10) | Premiers ministres (en concurrence)                                      | Khalifa al-Ghowel (régime de Tripoli)                                                                                   | 1er avril 2015 - 5 avril 2016 (corevendicateur du 1er avril 2015 au 5 avril 2016)         |
| Libye (voir aussi : §10) | Premiers ministres (en concurrence)                                      | Abdullah al-Thani (régime de Tobrouk)                                                                                   | 11 mars 2014 (corevendicateur du 4 mai 2014 au 9 juin 2014 et du 25 août 2014)            |
| Liechtenstein            | Prince souverain                                                         | Hans Adam II | 13 novembre 1989                                                                          |
| Liechtenstein            | Prince souverain                                                         | Prince Aloïs (régent)                                                                                                   | 15 août 2004                                                                              |
| Liechtenstein            | Chef du gouvernement                                                     | Adrian Hasler | 27 mars 2013                                                                              |
| Lituanie                 | Présidente de la République                                              | Dalia Grybauskaitė | 12 juillet 2009                                                                           |
| Lituanie                 | Premiers ministres (successifs)                                          | Saulius Skvernelis | 13 décembre 2016                                                                          |
| Lituanie                 | Premiers ministres (successifs)                                          | Algirdas Butkevičius | 12 décembre 2012                                                                          |
| Luxembourg               | Grand-duc                                                                | Henri | 7 octobre 2000                                                                            |
| Luxembourg               | Premier ministre                                                         | Xavier Bettel | 4 décembre 2013                                                                           |

## M
| Pays                               | Fonction                                 | Nom                             | Depuis (le)       |
| ---------------------------------- | ---------------------------------------- | ------------------------------- | ----------------- |
| Macédoine                          | Président de la République               | Gjorge Ivanov                   | 12 mai 2009       |
| Macédoine                          | Premiers ministres (successifs)          | Emil Dimitriev (intérim)        | 18 janvier 2016   |
| Macédoine                          | Premiers ministres (successifs)          | Nikola Gruevski                 | 27 août 2006      |
| Madagascar                         | Président de la République               | Hery Rajaonarimampianina        | 25 janvier 2014   |
| Madagascar                         | Premiers ministres (successifs)          | Olivier Mahafaly Solonandrasana | 10 avril 2016     |
| Madagascar                         | Premiers ministres (successifs)          | Jean Ravelonarivo               | 14 janvier 2015   |
| Malaisie                           | Rois (successifs)                        | Muhammad Faris Petra            | 13 décembre 2016  |
| Malaisie                           | Rois (successifs)                        | Abdul Halim Muadzam Shah        | 13 décembre 2011  |
| Malaisie                           | Premier ministre                         | Datuk Seri Najib Tun Razak      | 3 avril 2009      |
| Malawi                             | Président de la République               | Peter Mutharika                 | 31 mai 2014       |
| Malawi                             | Vice-président de la République          | Saulos Chilima                  | 31 mai 2014       |
| Maldives                           | Président de la République               | Mohammed Waheed Hassan          | 17 novembre 2013  |
| Maldives                           | Vice-président de la République          | Ahmed Adeeb                     | 22 juillet 2015   |
| Mali                               | Président de la République               | Ibrahim Boubacar Keïta          | 4 septembre 2013  |
| Mali                               | Premiers ministres (successifs)          | Modibo Keïta                    | 9 janvier 2015    |
| Malte                              | Président                                | Marie Louise Coleiro Preca      | 4 avril 2014      |
| Malte                              | Premier ministre                         | Joseph Muscat                   | 11 mars 2013      |
| Maroc (voir aussi : §1)            | Roi                                      | Mohammed VI                     | 23 juillet 1999   |
| Maroc (voir aussi : §1)            | Chef du gouvernement                     | Abdelilah Benkirane             | 29 novembre 2011  |
| Îles Marshall                      | Présidents de la République (successifs) | Hilda Heine                     | 28 janvier 2016   |
| Îles Marshall                      | Présidents de la République (successifs) | Casten Nemra                    | 11 janvier 2016   |
| Îles Marshall                      | Présidents de la République (successifs) | Christopher Loeak               | 10 janvier 2012   |
| Maurice (voir aussi : §10)         | Président de la République               | Ameenah Gurib-Fakim             | 5 juin 2015       |
| Maurice (voir aussi : §10)         | Premier ministre                         | Anerood Jugnauth                | 17 décembre 2014  |
| Mauritanie                         | Président de la République               | Mohamed Ould Abdel Aziz         | 5 août 2009       |
| Mauritanie                         | Premier ministre                         | Yahya Ould Hademine             | 20 août 2014      |
| Mexique                            | Président de la République               | Enrique Peña Nieto              | 1er décembre 2012 |
| États fédérés de Micronésie        | Président de la République               | Peter Christian                 | 11 mai 2015       |
| États fédérés de Micronésie        | Vice-président de la République          | Yosiwo P. George                | 11 mai 2015       |
| Moldavie (voir aussi : §10 et §11) | Présidents de la République (successifs) | Igor Dodon                      | 20 décembre 2019  |
| Moldavie (voir aussi : §10 et §11) | Présidents de la République (successifs) | Nicolae Timofti                 | 23 mars 2012      |
| Moldavie (voir aussi : §10 et §11) | Premiers ministres (successifs)          | Pavel Filip                     | 20 janvier 2016   |
| Moldavie (voir aussi : §10 et §11) | Premiers ministres (successifs)          | Gheorghe Brega (intérim)        | 30 octobre 2015   |
| Monaco                             | Prince souverain                         | Albert II                       | 6 avril 2005      |
| Monaco                             | Ministres d’État (successifs)            | Serge Telle                     | 1er février 2016  |
| Monaco                             | Ministres d’État (successifs)            | Gilles Tonelli (intérim)        | 16 décembre 2015  |
| Monaco                             | Ministres d’État (successifs)            | Michel Roger                    | 29 mars 2010      |
| Mongolie                           | Président de la République               | Tsakhiagiyn Elbegdorj           | 18 juin 2009      |
| Mongolie                           | Premiers ministres (successifs)          | Jargaltulga Erdenebat           | 7 juillet 2016    |
| Mongolie                           | Premiers ministres (successifs)          | Chimed Saikhanbileg             | 21 novembre 2014  |
| Monténégro                         | Président de la République               | Filip Vujanović                 | 22 mai 2003       |
| Monténégro                         | Présidents du gouvernement (successifs)  | Duško Marković                  | 28 novembre 2016  |
| Monténégro                         | Présidents du gouvernement (successifs)  | Milo Đukanović                  | 4 décembre 2012   |
| Mozambique                         | Président de la République               | Filipe Nyusi                    | 15 janvier 2015   |
| Mozambique                         | Premier ministre                         | Carlos Agostinho do Rosário     | 17 janvier 2015   |

## N
| Pays                               | Fonction                          | Nom                              | Depuis (le)                |
| ---------------------------------- | --------------------------------- | -------------------------------- | -------------------------- |
| Namibie                            | Président de la République        | Hage Geingob                     | 21 mars 2015               |
| Namibie                            | Premier ministre                  | Saara Kuugongelwa-Amadhila       | 21 mars 2015               |
| Nauru                              | Président de la République        | Baron Waqa                       | 11 juin 2013               |
| Népal                              | Président de la République        | Bidhya Devi Bhandari             | 29 octobre 2015            |
| Népal                              | Premiers ministres (successifs)   | Pushpa Kamal Dahal               | 4 août 2016                |
| Népal                              | Premiers ministres (successifs)   | Khadga Prasad Sharma Oli         | 12 octobre 2015            |
| Nicaragua                          | Président de la République        | Daniel Ortega                    | 10 janvier 2007            |
| Nicaragua                          | Vice-président de la République   | Moises Omar Halleslevens Acevedo | 10 janvier 2012            |
| Niger                              | Président                         | Mahamadou Issoufou               | 7 avril 2011               |
| Niger                              | Premier ministre                  | Brigi Rafini                     | 7 avril 2011               |
| Nigeria                            | Présidents de la République       | Yemi Osinbajo (intérim)          | 6 juin 2016 - 20 juin 2016 |
| Nigeria                            | Présidents de la République       | Muhammadu Buhari                 | 25 mai 2015                |
| Nigeria                            | Vice-président de la République   | Yemi Osinbajo                    | 29 mai 2015                |
| Norvège (voir aussi : §8)          | Roi                               | Harald V                         | 17 janvier 1991            |
| Norvège (voir aussi : §8)          | Premiers ministres                | Erna Solberg                     | 16 octobre 2013            |
| Nouvelle-Zélande (voir aussi : §9) | Reine                             | Élisabeth II                     | 6 février 1952             |
| Nouvelle-Zélande (voir aussi : §9) | Gouverneurs générals (successifs) | Patsy Reddy                      | 28 septembre 2016          |
| Nouvelle-Zélande (voir aussi : §9) | Gouverneurs générals (successifs) | Sian Elias                       | 31 août 2016               |
| Nouvelle-Zélande (voir aussi : §9) | Gouverneurs générals (successifs) | Jerry Mateparae                  | 31 août 2011               |
| Nouvelle-Zélande (voir aussi : §9) | Premiers ministres (successifs)   | Bill English                     | 6 décembre 2016            |
| Nouvelle-Zélande (voir aussi : §9) | Premiers ministres (successifs)   | John Key                         | 19 novembre 2008           |

## O
| Pays                           | Fonction                                 | Nom                              | Depuis (le)       |
| ------------------------------ | ---------------------------------------- | -------------------------------- | ----------------- |
| Oman                           | Sultan                                   | Qabous ben Saïd                  | 23 juillet 1970   |
| Oman                           | Premier ministre                         | Qabous ben Saïd                  | 2 janvier 1972    |
| Ouganda                        | Président de la République               | Yoweri Museveni                  | 29 janvier 1986   |
| Ouganda                        | Premier ministre                         | Ruhakana Rugunda                 | 18 septembre 2014 |
| Ouzbékistan (voir aussi : §10) | Présidents de la République (successifs) | Shavkat Mirziyoyev               | 8 septembre 2016  |
| Ouzbékistan (voir aussi : §10) | Présidents de la République (successifs) | Nigʻmatilla Yoʻldoshev (intérim) | 2 septembre 2016  |
| Ouzbékistan (voir aussi : §10) | Présidents de la République (successifs) | Islam Karimov                    | 24 mars 1990      |
| Ouzbékistan (voir aussi : §10) | Premiers ministres (successifs)          | Abdulla Oripov                   | 14 décembre 2016  |
| Ouzbékistan (voir aussi : §10) | Premiers ministres (successifs)          | Shavkat Mirziyoyev               | 12 décembre 2003  |

## P
| Pays                                         | Fonction                                      | Nom                     | Depuis (le)       |
| -------------------------------------------- | --------------------------------------------- | ----------------------- | ----------------- |
| Pakistan (voir aussi : §10 et §11)           | Président de la république                    | Mamnoon Hussain         | 9 septembre 2013  |
| Pakistan (voir aussi : §10 et §11)           | Premier ministre                              | Nawaz Sharif            | 5 juin 2013       |
| Palaos                                       | Président de la République                    | Tommy Remengesau        | 17 janvier 2013   |
| Palaos                                       | Vice-président de la République               | Antonio Bells           | 17 janvier 2013   |
| Panama                                       | Président de la République                    | Juan Carlos Varela      | 1er juillet 2014  |
| Panama                                       | Vice-présidente de la République              | Isabel Saint Malo       | 1er juillet 2014  |
| Papouasie-Nouvelle-Guinée (voir aussi : §10) | Reine                                         | Élisabeth II            | 16 septembre 1975 |
| Papouasie-Nouvelle-Guinée (voir aussi : §10) | Gouverneur général                            | Michael Ogio            | 20 décembre 2010  |
| Papouasie-Nouvelle-Guinée (voir aussi : §10) | Premier ministre                              | Peter O’Neill           | 2 août 2011       |
| Paraguay                                     | Président de la République                    | Horacio Cartes          | 15 août 2013      |
| Paraguay                                     | Vice-président de la République               | Juan Manuel Afara       | 15 août 2013      |
| Pays-Bas (voir aussi : §7)                   | Roi                                           | Willem-Alexander        | 30 avril 2013     |
| Pays-Bas (voir aussi : §7)                   | Premier ministre                              | Mark Rutte              | 14 octobre 2010   |
| Pérou                                        | Présidents de la République (successifs)      | Pedro Pablo Kuczynski   | 28 juillet 2016   |
| Pérou                                        | Présidents de la République (successifs)      | Ollanta Humala          | 28 juillet 2011   |
| Pérou                                        | Premiers ministres (successifs)               | Fernando Zavala         | 28 juillet 2016   |
| Pérou                                        | Premiers ministres (successifs)               | Pedro Cateriano         | 2 avril 2015      |
| Philippines (voir aussi : §10 et §11)        | Présidents de la République (successifs)      | Rodrigo Duterte         | 30 juin 2016      |
| Philippines (voir aussi : §10 et §11)        | Présidents de la République (successifs)      | Benigno Aquino III      | 30 juin 2010      |
| Philippines (voir aussi : §10 et §11)        | Vice-présidents de la République (successifs) | Leni Robredo            | 30 juin 2016      |
| Philippines (voir aussi : §10 et §11)        | Vice-présidents de la République (successifs) | Jejomar Binay           | 30 juin 2010      |
| Pologne                                      | Président de la République                    | Andrzej Duda            | 6 août 2015       |
| Pologne                                      | Président du Conseil                          | Beata Szydło            | 16 novembre 2015  |
| Portugal (voir aussi : §10)                  | Présidents de la République (successifs)      | Marcelo Rebelo de Sousa | 9 mars 2016       |
| Portugal (voir aussi : §10)                  | Présidents de la République (successifs)      | Aníbal Cavaco Silva     | 9 mars 2006       |
| Portugal (voir aussi : §10)                  | Premier ministre                              | António Costa           | 26 novembre 2015  |

## Q
| Pays  | Fonction         | Nom                                      | Depuis (le)  |
| ----- | ---------------- | ---------------------------------------- | ------------ |
| Qatar | Émir             | Tamim ben Hamad Al Thani                 | 25 juin 2013 |
| Qatar | Premier ministre | Abdullah ben Nasser ben Khalifa Al Thani | 26 juin 2013 |

## R
| Pays                          | Fonction                        | Nom               | Depuis (le)      |
| ----------------------------- | ------------------------------- | ----------------- | ---------------- |
| Roumanie                      | Président                       | Klaus Iohannis    | 21 décembre 2014 |
| Roumanie                      | Premier ministre                | Dacian Cioloș     | 17 novembre 2015 |
| Royaume-Uni (voir aussi : §4) | Reine                           | Élisabeth II      | 6 février 1952   |
| Royaume-Uni (voir aussi : §4) | Premiers ministres (successifs) | Theresa May       | 13 juillet 2016  |
| Royaume-Uni (voir aussi : §4) | Premiers ministres (successifs) | David Cameron     | 11 mai 2010      |
| Russie (voir aussi : §12)     | Président                       | Vladimir Poutine  | 7 mai 2012       |
| Russie (voir aussi : §12)     | Premier ministre                | Dmitri Medvedev   | 8 mai 2012       |
| Rwanda                        | Président de la République      | Paul Kagame       | 24 mars 2000     |
| Rwanda                        | Premier ministre                | Anastase Murekezi | 23 juillet 2014  |

## S
| Pays                                          | Fonction                                               | Nom                                         | Depuis (le)        |
| --------------------------------------------- | ------------------------------------------------------ | ------------------------------------------- | ------------------ |
| Saint-Christophe-et-Niévès (voir aussi : §10) | Reine                                                  | Élisabeth II                                | 19 septembre 1983  |
| Saint-Christophe-et-Niévès (voir aussi : §10) | Gouverneur général                                     | Tapley Seaton                               | 20 mai 2015        |
| Saint-Christophe-et-Niévès (voir aussi : §10) | Premier ministre                                       | Timothy Harris                              | 18 février 2015    |
| Sainte-Lucie                                  | Reine                                                  | Élisabeth II                                | 22 février 1979    |
| Sainte-Lucie                                  | Gouverneure générale                                   | Dame Pearlette Louisy                       | 17 septembre 1997  |
| Sainte-Lucie                                  | Premiers ministres (successifs)                        | Allen Chastanet                             | 7 juin 2016        |
| Sainte-Lucie                                  | Premiers ministres (successifs)                        | Kenny Anthony                               | 30 novembre 2011   |
| Saint-Marin                                   | Capitaines-régents (successifs)                        | Marino Riccardi et Fabio Berardi            | 1er octobre 2016   |
| Saint-Marin                                   | Capitaines-régents (successifs)                        | Massimo Andrea Ugolini et Gian Nicola Berti | 1er avril 2016     |
| Saint-Marin                                   | Capitaines-régents (successifs)                        | Lorella Stefanelli et Nicola Renzi          | 1er octobre 2015   |
| Saint-Vincent-et-les-Grenadines               | Reine                                                  | Élisabeth II                                | 27 octobre 1979    |
| Saint-Vincent-et-les-Grenadines               | Gouverneur général                                     | Frederick Ballantyne                        | 2 septembre 2002   |
| Saint-Vincent-et-les-Grenadines               | Premier ministre                                       | Ralph Gonsalves                             | 29 mars 2001       |
| Îles Salomon                                  | Reine                                                  | Élisabeth II                                | 7 juillet 1978     |
| Îles Salomon                                  | Gouverneur général                                     | Sir Frank Kabui                             | 7 juillet 2009     |
| Îles Salomon                                  | Premier ministre                                       | Manasseh Sogavare                           | 9 décembre 2014    |
| Salvador                                      | Président de la République                             | Salvador Sánchez Cerén                      | 1er juin 2014      |
| Salvador                                      | Vice-président de la République                        | Óscar Ortiz                                 | 1er juin 2014      |
| Samoa                                         | Chef de l’État                                         | Tupua Tamasese Tupuola Tufuga Efi           | 20 juin 2007       |
| Samoa                                         | Premier ministre                                       | Tuilaepa Sailele Malielegaoi                | 23 novembre 1998   |
| Sao Tomé-et-Principe (voir aussi : §10)       | Présidents de la République (successifs)               | Evaristo Carvalho                           | 3 septembre 2016   |
| Sao Tomé-et-Principe (voir aussi : §10)       | Présidents de la République (successifs)               | Manuel Pinto da Costa                       | 3 septembre 2011   |
| Sao Tomé-et-Principe (voir aussi : §10)       | Premier ministre                                       | Patrice Trovoada                            | 29 novembre 2014   |
| Sénégal                                       | Président de la République                             | Macky Sall                                  | 2 avril 2012       |
| Sénégal                                       | Premier ministre                                       | Mohamed Ben Abdallah Dionne                 | 6 juillet 2014     |
| Serbie (voir aussi : §1, §11)                 | Président de la République                             | Tomislav Nikolić                            | 31 mai 2012        |
| Serbie (voir aussi : §1, §11)                 | Président du gouvernement                              | Aleksandar Vučić                            | 27 avril 2014      |
| Seychelles                                    | Présidents de la République (successifs)               | Danny Faure                                 | 16 octobre 2016    |
| Seychelles                                    | Présidents de la République (successifs)               | James Michel                                | 14 avril 2004      |
| Seychelles                                    | Vice-présidents de la République (successifs)          | Vincent Mériton                             | 26 octobre 2016    |
| Seychelles                                    | Vice-présidents de la République (successifs)          | vacant                                      | 16 octobre 2016    |
| Seychelles                                    | Vice-présidents de la République (successifs)          | Danny Faure                                 | 1er juillet 2010   |
| Sierra Leone                                  | Président de la République                             | Ernest Bai Koroma                           | 17 septembre 2007  |
| Sierra Leone                                  | Vice-président de la République                        | Victor Bockarie Foh                         | 19 mars 2015       |
| Singapour                                     | Président de la République                             | Tony Tan Keng Yam                           | 1er septembre 2011 |
| Singapour                                     | Premier ministre                                       | Lee Hsien Loong                             | 12 août 2004       |
| Slovaquie                                     | Président de la République                             | Andrej Kiska                                | 15 juin 2014       |
| Slovaquie                                     | Président du gouvernement                              | Robert Fico                                 | 8 juillet 2010     |
| Slovénie                                      | Président de la République                             | Borut Pahor                                 | 22 décembre 2012   |
| Slovénie                                      | Président du gouvernement                              | Miro Cerar                                  | 18 septembre 2014  |
| Somalie (voir aussi : §11)                    | Président de la République                             | Hassan Sheikh Mohamoud                      | 10 septembre 2012  |
| Somalie (voir aussi : §11)                    | Premier ministre                                       | Omar Abdirashid Ali Shermarke               | 24 décembre 2014   |
| Soudan                                        | Président de la République                             | Omar el-Béchir                              | 30 juin 1989       |
| Soudan                                        | Premier vice-président de la République                | Bakri Hassan Saleh                          | 8 décembre 2013    |
| Soudan                                        | Second vice-président de la République                 | Hassabu Mohamed Abdalrahman                 | 8 décembre 2013    |
| Soudan du Sud                                 | Président de la République                             | Salva Kiir                                  | 9 juillet 2011     |
| Soudan du Sud                                 | Premiers Vice-présidents de la République (successifs) | Taban Deng Ga                               | 23 juillet 2016    |
| Soudan du Sud                                 | Premiers Vice-présidents de la République (successifs) | Riek Machar                                 | 11 février 2016    |
| Soudan du Sud                                 | Premiers Vice-présidents de la République (successifs) | James Wani Igga                             | 24 août 2013       |
| Soudan du Sud                                 | Second Vice-présidente de la République                | James Wani Igga                             | 11 février 2016    |
| Sri Lanka                                     | Président de la République                             | Maithripala Sirisena                        | 9 janvier 2014     |
| Sri Lanka                                     | Premier ministre                                       | Ranil Wickremesinghe                        | 9 janvier 2014     |
| Suède                                         | Roi                                                    | Charles XVI Gustave                         | 19 septembre 1973  |
| Suède                                         | Premier ministre                                       | Stefan Löfven                               | 3 octobre 2014     |
| Suisse                                        | Président de la Confédération                          | Johann Schneider-Ammann                     | 1er janvier 2016   |
| Suriname                                      | Président                                              | Dési Bouterse                               | 12 août 2010       |
| Suriname                                      | Vice-président                                         | Ashwin Adhin                                | 12 août 2015       |
| Swaziland                                     | Roi                                                    | Mswati III                                  | 25 avril 1986      |
| Swaziland                                     | Premier ministre                                       | Barnabas Sibusiso Dlamini                   | 23 octobre 2008    |
| Syrie (voir aussi : §10, §12)                 | Président de la République                             | Bachar el-Assad                             | 17 juillet 2000    |
| Syrie (voir aussi : §10, §12)                 | Premiers ministres (successifs)                        | Imad Khamis                                 | 3 juillet 2016     |
| Syrie (voir aussi : §10, §12)                 | Premiers ministres (successifs)                        | Wael al-Halki                               | 9 août 2012        |

## T
| Pays                                 | Fonction                           | Nom                        | Depuis (le)       |
| ------------------------------------ | ---------------------------------- | -------------------------- | ----------------- |
| Tadjikistan (voir aussi : §10)       | Président                          | Emomalii Rahmon            | 19 novembre 1992  |
| Tadjikistan (voir aussi : §10)       | Premier ministre                   | Kokhir Rasulzoda           | 23 novembre 2003  |
| Tanzanie (voir aussi : §10)          | Président de la République         | John Magufuli              | 5 novembre 2015   |
| Tanzanie (voir aussi : §10)          | Premier ministre                   | Mizengo Pinda              | 20 novembre 2015  |
| Tchad                                | Président de la République         | Idriss Déby                | 2 décembre 1990   |
| Tchad                                | Premiers ministres (successifs)    | Albert Pahimi Padacké      | 15 février 2016   |
| Tchad                                | Premiers ministres (successifs)    | Kalzeubé Pahimi Deubet     | 21 novembre 2013  |
| Tchéquie                             | Président de la République         | Miloš Zeman                | 7 mars 2013       |
| Tchéquie                             | Premier ministre                   | Bohuslav Sobotka           | 29 janvier 2014   |
| Thaïlande                            | Rois (successifs)                  | Rama X                     | 1er décembre 2016 |
| Thaïlande                            | Rois (successifs)                  | Prem Tinsulanonda (régent) | 13 octobre 2016   |
| Thaïlande                            | Rois (successifs)                  | Rama IX                    | 9 juin 1946       |
| Thaïlande                            | Premier ministre                   | Prayuth Chan-ocha          | 22 mai 2014       |
| Timor oriental                       | Président de la République         | Taur Matan Ruak            | 20 mai 2012       |
| Timor oriental                       | Premier ministre                   | Rui Maria de Araújo        | 16 février 2015   |
| Togo                                 | Président de la République         | Faure Gnassingbé           | 4 mai 2005        |
| Togo                                 | Premier ministre                   | Komi Sélom Klassou         | 10 juin 2015      |
| Tonga                                | Roi                                | Tupou VI                   | 18 mars 2012      |
| Tonga                                | Premier ministre                   | ʻAkilisi Pohiva            | 29 décembre 2014  |
| Trinité-et-Tobago (voir aussi : §10) | Présidents de la République        | Anthony Carmona            | 18 mars 2013      |
| Trinité-et-Tobago (voir aussi : §10) | Premier ministre                   | Keith Rowley               | 9 septembre 2015  |
| Tunisie                              | Président de la République         | Béji Caïd Essebsi          | 31 décembre 2014  |
| Tunisie                              | Chefs du gouvernement (successifs) | Habib Essid                | 6 février 2015    |
| Tunisie                              | Chefs du gouvernement (successifs) | Youssef Chahed             | 27 août 2016      |
| Turkménistan                         | Président                          | Gurbanguly Berdimuhamedow  | 21 décembre 2006  |
| Turkménistan                         | Vice Premier ministre              | Raşit Meredow              | 17 février 2007   |
| Turquie                              | Président de la République         | Recep Tayyip Erdoğan       | 28 août 2014      |
| Turquie                              | Premiers ministres (successifs)    | Binali Yıldırım            | 24 mai 2016       |
| Turquie                              | Premiers ministres (successifs)    | Ahmet Davutoğlu            | 28 août 2014      |
| Tuvalu                               | Reine                              | Élisabeth II               | 1er octobre 1978  |
| Tuvalu                               | Gouverneur général                 | Iakoba Taeia Italeli       | 16 avril 2010     |
| Tuvalu                               | Premier ministre                   | Enele Sopoaga              | 1er août 2013     |

## U
| Pays                          | Fonction                        | Nom                            | Depuis (le)     |
| ----------------------------- | ------------------------------- | ------------------------------ | --------------- |
| Ukraine (voir aussi §10, §12) | Président                       | Petro Porochenko               | 7 juin 2014     |
| Ukraine (voir aussi §10, §12) | Premiers ministres (successifs) | Volodymyr Hroïsman             | 14 avril 2016   |
| Ukraine (voir aussi §10, §12) | Premiers ministres (successifs) | Arseni Iatseniouk              | 26 février 2014 |
| Uruguay                       | Président de la République      | Tabaré Vázquez                 | 1er mars 2015   |
| Uruguay                       | Vice-président de la République | Raúl Fernando Sendic Rodríguez | 1er mars 2015   |

## V
| Pays                  | Fonction                                          | Nom                | Depuis (le)       |
| --------------------- | ------------------------------------------------- | ------------------ | ----------------- |
| Vanuatu               | Président de la République                        | Baldwin Lonsdale   | 22 septembre 2014 |
| Vanuatu               | Premiers ministres (successifs)                   | Charlot Salwai     | 11 février 2016   |
| Vanuatu               | Premiers ministres (successifs)                   | Sato Kilman        | 11 juin 2015      |
| Vatican (Saint-Siège) | Souverain                                         | François (pape)    | 13 mars 2013      |
| Vatican (Saint-Siège) | Président du Gouvernorat                          | Giuseppe Bertello  | 1er octobre 2011  |
| Vatican (Saint-Siège) | Secrétaire d’État                                 | Pietro Parolin     | 15 octobre 2013   |
| Venezuela             | Président de la République                        | Nicolás Maduro     | 5 mars 2013       |
| Venezuela             | Vice-présidents exécutifs (successifs)            | Aristóbulo Istúriz | 6 janvier 2016    |
| Venezuela             | Vice-présidents exécutifs (successifs)            | Jorge Arreaza      | 9 mars 2013       |
| Viêt Nam              | Secrétaire général du Parti communiste vietnamien | Nguyễn Phú Trọng   | 19 janvier 2011   |
| Viêt Nam              | Présidents (successifs)                           | Trần Đại Quang     | 2 avril 2016      |
| Viêt Nam              | Présidents (successifs)                           | Truong Tan Sang    | 25 juillet 2011   |
| Viêt Nam              | Premiers ministres (successifs)                   | Nguyễn Xuân Phúc   | 7 avril 2016      |
| Viêt Nam              | Premiers ministres (successifs)                   | Nguyen Tan Dung    | 27 juin 2006      |

## Y
| Pays  | Fonction                            | Nom                                                                                                 | Depuis (le)                                                          |
| ----- | ----------------------------------- | --------------------------------------------------------------------------------------------------- | -------------------------------------------------------------------- |
| Yémen | Chefs d'État (en concurrence)       | Abd Rab Mansour Hadi (président)                                                                    | 27 février 2012 (corevendicateur du 21 février 2015)                 |
| Yémen | Chefs d'État (en concurrence)       | Saleh Ali al-Sammad (président du Conseil politique suprême)                                        | 14 août 2016 (corevendicateur du 14 août 2016)                       |
| Yémen | Chefs d'État (en concurrence)       | Mohammed Ali al-Houthi (président du Comité révolutionnaire)                                        | 21 février 2015 (corevendicateur du 21 février 2015 au 14 août 2016) |
| Yémen | Premiers ministres (en concurrence) | Ahmed ben Dagher (régime d'Abd Rab Mansour Hadi)                                                    | 4 avril 2016 (corevendicateur à partir du 4 avril 2016)              |
| Yémen | Premiers ministres (en concurrence) | Khaled Bahah                                                                                        | 7 novembre 2014                                                      |
| Yémen | Premiers ministres (en concurrence) | Abdel Aziz ben Habtour (régime de Saleh Ali al-Sammad)                                              | 28 novembre 2016 (corevendicateur du 4 novembre 2016)                |
| Yémen | Premiers ministres (en concurrence) | Talal Aklan (régime de Mohammed Ali al-Houthi et, à partir du 14 août 2016, de Saleh Ali al-Sammad) | Avril 2016 (corevendicateur d'avril 2016 au 28 novembre 2016)        |

## Z
| Pays     | Fonction                                | Nom                | Depuis (le)      |
| -------- | --------------------------------------- | ------------------ | ---------------- |
| Zambie   | Président                               | Edgar Lungu        | 25 janvier 2015  |
| Zambie   | Vice-présidents de la République        | Inonge Wina        | 26 janvier 2015  |
| Zimbabwe | Président                               | Robert Mugabe      | 31 décembre 1987 |
| Zimbabwe | Premier Vice-président de la République | Emmerson Mnangagwa | 12 décembre 2014 |
| Zimbabwe | Second Vice-président de la République  | Phelekezela Mphoko | 6 décembre 2014  |

- Haut – A
- B
- C
- D
- E
- F
- G
- H
- I
- J
- K
- L
- M
- N
- O
- P
- Q
- R
- S
- T
- U
- V
- W
- X
- Y
- Z

## Entités partiellement reconnues comme État
Ces pays sont reconnus par plusieurs autres États, mais pas encore par l'ONU, c'est-à-dire pas par la majorité des membres de cet organisme.
| Entité et statut | Issue de | Fonction                                 | Nom                       | Depuis le         |
| --- | -------- | ---------------------------------------- | ------------------------- | ----------------- |
| Abkhazie (État pro-russe sécessionniste de la Géorgie) (voir aussi : §12) | Géorgie  | Président                                | Raul Khadjimba            | 25 septembre 2014 |
| Abkhazie (État pro-russe sécessionniste de la Géorgie) (voir aussi : §12) | Géorgie  | Premiers ministres (successifs)          | Beslan Bartsits           | 5 août 2016       |
| Abkhazie (État pro-russe sécessionniste de la Géorgie) (voir aussi : §12) | Géorgie  | Premiers ministres (successifs)          | Chamil Adzynba (intérim)  | 26 juillet 2016   |
| Abkhazie (État pro-russe sécessionniste de la Géorgie) (voir aussi : §12) | Géorgie  | Premiers ministres (successifs)          | Artur Mikvabia            | 20 mars 2015      |
| Chypre du Nord (gouvernement pro-turc) (voir aussi : §12) | Chypre   | Président                                | Mustafa Akıncı            | 30 avril 2015     |
| Chypre du Nord (gouvernement pro-turc) (voir aussi : §12) | Chypre   | Premiers ministres (successifs)          | Huseyin Özgürgun          | 16 avril 2016     |
| Chypre du Nord (gouvernement pro-turc) (voir aussi : §12) | Chypre   | Premiers ministres (successifs)          | Ömer Kalyoncu             | 15 juillet 2015   |
| Kosovo (Région autonome puis République auto-proclamée indépendante de la Serbie) (voir aussi : §11) | Serbie   | Présidents de la République (successifs) | Hashim Thaçi              | 7 avril 2016      |
| Kosovo (Région autonome puis République auto-proclamée indépendante de la Serbie) (voir aussi : §11) | Serbie   | Présidents de la République (successifs) | Atifete Jahjaga           | 7 avril 2011      |
| Kosovo (Région autonome puis République auto-proclamée indépendante de la Serbie) (voir aussi : §11) | Serbie   | Premier ministre                         | Isa Mustafa               | 9 décembre 2014   |
| Kosovo (Région autonome puis République auto-proclamée indépendante de la Serbie) (voir aussi : §11) | Serbie   | Administrateur de l’ONU                  | Zahir Tanin (Afghanistan) | 9 octobre 2015    |
| Ossétie du Sud (État pro-russe sécessionniste de la Géorgie) (voir aussi : §12) | Géorgie  | Président                                | Leonid Tibilov            | 19 avril 2012     |
| Ossétie du Sud (État pro-russe sécessionniste de la Géorgie) (voir aussi : §12) | Géorgie  | Premier ministre                         | Domenty Kulumbegov        | 20 janvier 2014   |
| État de Palestine (État putatif proclamé par l’Organisation de libération de la Palestine - OLP en 1989, mais qui demeure inopérant malgré une reconnaissance internationale partielle) (voir aussi : §2) | Israël   | Président                                | Mahmoud Abbas             | 8 mai 2005        |
| État de Palestine (État putatif proclamé par l’Organisation de libération de la Palestine - OLP en 1989, mais qui demeure inopérant malgré une reconnaissance internationale partielle) (voir aussi : §2) | Israël   | Le président du Comité exécutif de l’OLP | Mahmoud Abbas             | 11 novembre 2004  |
| Sahara occidental alias République arabe sahraouie démocratique (RASD) | Maroc    | Présidents (successifs)                  | Brahim Ghali              | 12 juillet 2016   |
| Sahara occidental alias République arabe sahraouie démocratique (RASD) | Maroc    | Présidents (successifs)                  | Khatri Addouh (intérim)   | 31 mai 2016       |
| Sahara occidental alias République arabe sahraouie démocratique (RASD) | Maroc    | Présidents (successifs)                  | Mohamed Abdelaziz         | 30 août 1976      |
| Sahara occidental alias République arabe sahraouie démocratique (RASD) | Maroc    | Premier ministre                         | Abdelkader Taleb Oumar    | 29 octobre 2003   |
| Taïwan alias République de Chine | Chine    | Présidents de la République (successifs) | Tsai Ing-wen              | 20 mai 2016       |
| Taïwan alias République de Chine | Chine    | Présidents de la République (successifs) | Ma Ying-jeou              | 20 mai 2008       |
| Taïwan alias République de Chine | Chine    | Présidents du Yuan exécutif (successifs) | Lin Chuan                 | 20 mai 2016       |
| Taïwan alias République de Chine | Chine    | Présidents du Yuan exécutif (successifs) | Chang San-cheng           | 18 janvier 2016   |
| Taïwan alias République de Chine | Chine    | Présidents du Yuan exécutif (successifs) | Mao Chi-kuo               | 4 décembre 2014   |

## Entités proches du statut d’État
| Entité                   | Statut                                | Nom                 | Depuis (le)       |
| ------------------------ | ------------------------------------- | ------------------- | ----------------- |
| Autorité palestinienne . | Président                             | Mahmoud Abbas       | 15 janvier 2005   |
| Autorité palestinienne . | Premier ministre                      | Rami Hamdallah      | 6 juin 2013       |
| Union européenne         | Président du Conseil européen         | Donald Tusk         | 1er décembre 2014 |
| Union européenne         | Président de la Commission européenne | Jean-Claude Juncker | 1er novembre 2014 |

## Départements et régions françaises d'outre-mer, collectivités françaises d'outre-mer et territoires français à statut spécial
Ces entités relèvent de la révision constitutionnelle du 28 mars 2003, relative aux territoires de la République française.
Mayotte, précédemment collectivité d'outre-mer est devenu un département d'outre-mer à partir du 31 mars 2011.
| Territoire                                                                       | Statut                                                  | Fonction                                                                                 | Nom                          | Depuis le         |
| -------------------------------------------------------------------------------- | ------------------------------------------------------- | ---------------------------------------------------------------------------------------- | ---------------------------- | ----------------- |
| Île de Clipperton                                                                | Domaine public maritime de l'État français              | Président de la République                                                               | François Hollande            | 15 mai 2012       |
| Île de Clipperton                                                                | Domaine public maritime de l'État français              | Ministres chargées de l'Outre-mer (successifs)                                           | Ericka Bareigts              | 30 août 2016      |
| Île de Clipperton                                                                | Domaine public maritime de l'État français              | Ministres chargées de l'Outre-mer (successifs)                                           | George Pau-Langevin          | 2 avril 2014      |
| Île de Clipperton                                                                | Domaine public maritime de l'État français              | Hauts-Commissaires (successifs)                                                          | René Bidal                   | 30 mai 2016       |
| Île de Clipperton                                                                | Domaine public maritime de l'État français              | Hauts-Commissaires (successifs)                                                          | Marc Tschiggfrey (intérim)   | 25 mai 2016       |
| Île de Clipperton                                                                | Domaine public maritime de l'État français              | Hauts-Commissaires (successifs)                                                          | Lionel Beffre                | 16 septembre 2013 |
| Domaines français d'Israël Domaine National Français en Terre Sainte             | Possessions de l'État français                          | Président de la République                                                               | François Hollande            | 15 mai 2012       |
| Domaines français d'Israël Domaine National Français en Terre Sainte             | Possessions de l'État français                          | Ministres des Affaires étrangères (successifs)                                           | Jean-Marc Ayrault            | 11 février 2016   |
| Domaines français d'Israël Domaine National Français en Terre Sainte             | Possessions de l'État français                          | Ministres des Affaires étrangères (successifs)                                           | Laurent Fabius               | 16 mai 2012       |
| Domaines français d'Israël Domaine National Français en Terre Sainte             | Possessions de l'État français                          | Consuls Généraux de France à Jérusalem (successifs)                                      | Pierre Cochard               | 20 septembre 2016 |
| Domaines français d'Israël Domaine National Français en Terre Sainte             | Possessions de l'État français                          | Consuls Généraux de France à Jérusalem (successifs)                                      | Hervé Magro                  | 4 juillet 2013    |
| Domaines français de Sainte-Hélène                                               | Possessions de l'État français                          | Président de la République                                                               | François Hollande            | 15 mai 2012       |
| Domaines français de Sainte-Hélène                                               | Possessions de l'État français                          | Ministres des Affaires étrangères (successifs)                                           | Jean-Marc Ayrault            | 11 février 2016   |
| Domaines français de Sainte-Hélène                                               | Possessions de l'État français                          | Ministres des Affaires étrangères (successifs)                                           | Laurent Fabius               | 16 mai 2012       |
| Domaines français de Sainte-Hélène                                               | Possessions de l'État français                          | Consul honoraire                                                                         | Michel Dancoisne-Martineau   | 1er décembre 1987 |
| Domaines français de Sainte-Hélène                                               | Possessions de l'État français                          | Conservateur                                                                             | Michel Dancoisne-Martineau   | 5 août 1991       |
| Domaines français de Vatican Pieux Établissements de la France à Rome et Lorette | Possessions de l'État français                          | Président de la République                                                               | François Hollande            | 15 mai 2012       |
| Domaines français de Vatican Pieux Établissements de la France à Rome et Lorette | Possessions de l'État français                          | Ministres des Affaires étrangères (successifs)                                           | Jean-Marc Ayrault            | 11 février 2016   |
| Domaines français de Vatican Pieux Établissements de la France à Rome et Lorette | Possessions de l'État français                          | Ministres des Affaires étrangères (successifs)                                           | Laurent Fabius               | 16 mai 2012       |
| Domaines français de Vatican Pieux Établissements de la France à Rome et Lorette | Possessions de l'État français                          | Présidents de la Congrégation générale (successifs)                                      | Philippe Zeller              | 12 mai 2016       |
| Domaines français de Vatican Pieux Établissements de la France à Rome et Lorette | Possessions de l'État français                          | Présidents de la Congrégation générale (successifs)                                      | Francois-Xavier Tilliette    | 1er mars 2015     |
| Domaines français de Vatican Pieux Établissements de la France à Rome et Lorette | Possessions de l'État français                          | Administrateur de la Fondation des Pieux Établissements de la France à Rome et à Lorette | révérend père Bernard Ardura | 15 avril 2005     |
| Guadeloupe                                                                       | Département et région d'outre-mer français              | Président de la République                                                               | François Hollande            | 15 mai 2012       |
| Guadeloupe                                                                       | Département et région d'outre-mer français              | Préfet                                                                                   | Jacques Billant              | 1er décembre 2014 |
| Guadeloupe                                                                       | Département et région d'outre-mer français              | Président du conseil régional                                                            | Ary Chalus                   | 18 décembre 2015  |
| Guadeloupe                                                                       | Département et région d'outre-mer français              | Présidente du conseil départemental                                                      | Josette Borel-Lincertin      | 2 avril 2015      |
| Guyane                                                                           | collectivité territoriale unique française              | Président de la République                                                               | François Hollande            | 15 mai 2012       |
| Guyane                                                                           | collectivité territoriale unique française              | Préfets (successifs)                                                                     | Martin Jaeger                | 11 janvier 2016   |
| Guyane                                                                           | collectivité territoriale unique française              | Préfets (successifs)                                                                     | Éric Spitz                   | 24 juin 2013      |
| Guyane                                                                           | collectivité territoriale unique française              | Président de l'Assemblée                                                                 | Rodolphe Alexandre           | 18 décembre 2015  |
| Hauteville House                                                                 | Propriété de la mairie de Paris dans l'île de Guernesey | Président de la République                                                               | François Hollande            | 15 mai 2012       |
| Hauteville House                                                                 | Propriété de la mairie de Paris dans l'île de Guernesey | Ministres des Affaires étrangères (successifs)                                           | Jean-Marc Ayrault            | 11 février 2016   |
| Hauteville House                                                                 | Propriété de la mairie de Paris dans l'île de Guernesey | Ministres des Affaires étrangères (successifs)                                           | Laurent Fabius               | 16 mai 2012       |
| Hauteville House                                                                 | Propriété de la mairie de Paris dans l'île de Guernesey | Consul honoraire                                                                         | Odile Blanchette             | ?                 |
| Hauteville House                                                                 | Propriété de la mairie de Paris dans l'île de Guernesey | Conservatrice                                                                            | Odile Blanchette             | ?                 |
| Martinique                                                                       | collectivité territoriale unique française              | Président de la République                                                               | François Hollande            | 15 mai 2012       |
| Martinique                                                                       | collectivité territoriale unique française              | Préfet                                                                                   | Fabrice Rigoulet-Roze        | 31 juillet 2014   |
| Martinique                                                                       | collectivité territoriale unique française              | Président du conseil exécutif                                                            | Alfred Marie-Jeanne          | 18 décembre 2015  |
| Mayotte                                                                          | Département d'outre-mer français                        | Président de la République                                                               | François Hollande            | 15 mai 2012       |
| Mayotte                                                                          | Département d'outre-mer français                        | Préfets (successifs)                                                                     | Frédéric Veau                | 23 mai 2016       |
| Mayotte                                                                          | Département d'outre-mer français                        | Préfets (successifs)                                                                     | Bruno André (intérim)        | 17 mai 2016       |
| Mayotte                                                                          | Département d'outre-mer français                        | Préfets (successifs)                                                                     | Seymour Morsy                | 2 septembre 2014  |
| Mayotte                                                                          | Département d'outre-mer français                        | Président du conseil départemental                                                       | Soibahadine Ibrahim Ramadani | 2 avril 2015      |
| Nouvelle-Calédonie                                                               | Collectivité sui generis français                       | Président de la République                                                               | François Hollande            | 15 mai 2012       |
| Nouvelle-Calédonie                                                               | Collectivité sui generis français                       | Hauts-Commissaires (successifs)                                                          | Thierry Lataste              | 20 juin 2016      |
| Nouvelle-Calédonie                                                               | Collectivité sui generis français                       | Hauts-Commissaires (successifs)                                                          | Laurent Cabrera (intérim)    | 8 juin 2016       |
| Nouvelle-Calédonie                                                               | Collectivité sui generis français                       | Hauts-Commissaires (successifs)                                                          | Vincent Bouvier              | 18 août 2014      |
| Nouvelle-Calédonie                                                               | Collectivité sui generis français                       | Président du gouvernement                                                                | Philippe Germain             | 1er avril 2015    |
| Polynésie française                                                              | Collectivité d'outre-mer français                       | Président de la République                                                               | François Hollande            | 15 mai 2012       |
| Polynésie française                                                              | Collectivité d'outre-mer français                       | Hauts-Commissaires (successifs)                                                          | René Bidal                   | 30 mai 2016       |
| Polynésie française                                                              | Collectivité d'outre-mer français                       | Hauts-Commissaires (successifs)                                                          | Marc Tschiggfrey (intérim)   | 25 mai 2016       |
| Polynésie française                                                              | Collectivité d'outre-mer français                       | Hauts-Commissaires (successifs)                                                          | Lionel Beffre                | 16 septembre 2013 |
| Polynésie française                                                              | Collectivité d'outre-mer français                       | Président                                                                                | Édouard Fritch               | 12 septembre 2014 |
| Réunion                                                                          | Département et région d'outre-mer français              | Président de la République                                                               | François Hollande            | 15 mai 2012       |
| Réunion                                                                          | Département et région d'outre-mer français              | Préfet                                                                                   | Dominique Sorain             | 2 septembre 2014  |
| Réunion                                                                          | Département et région d'outre-mer français              | Président du conseil régional                                                            | Didier Robert                | 26 mars 2011      |
| Réunion                                                                          | Département et région d'outre-mer français              | Présidente du conseil régional                                                           | Nassimah Dindar              | 2 avril 2015      |
| Saint-Barthelemy                                                                 | Collectivité d'outre-mer française                      | Président de la République                                                               | François Hollande            | 15 mai 2012       |
| Saint-Barthelemy                                                                 | Collectivité d'outre-mer française                      | Préfet                                                                                   | Jacques Billant              | 1er décembre 2014 |
| Saint-Barthelemy                                                                 | Collectivité d'outre-mer française                      | Préfète déléguée                                                                         | Anne Laubies                 | 9 juin 2015       |
| Saint-Barthelemy                                                                 | Collectivité d'outre-mer française                      | Président du Conseil territorial                                                         | Bruno Magras                 | 15 juillet 2007   |
| Saint-Martin                                                                     | Collectivité d'outre-mer française                      | Président de la République                                                               | François Hollande            | 15 mai 2012       |
| Saint-Martin                                                                     | Collectivité d'outre-mer française                      | Préfet                                                                                   | Jacques Billant              | 1er décembre 2014 |
| Saint-Martin                                                                     | Collectivité d'outre-mer française                      | Préfete déléguée                                                                         | Anne Laubies                 | 9 juin 2015       |
| Saint-Martin                                                                     | Collectivité d'outre-mer française                      | Président du Conseil territorial                                                         | Aline Hanson                 | 17 avril 2013     |
| Saint-Pierre-et-Miquelon                                                         | Collectivité d'outre-mer française                      | Président de la République                                                               | François Hollande            | 15 mai 2012       |
| Saint-Pierre-et-Miquelon                                                         | Collectivité d'outre-mer française                      | Préfets (successifs)                                                                     | Henri Jean                   | mars 2016         |
| Saint-Pierre-et-Miquelon                                                         | Collectivité d'outre-mer française                      | Préfets (successifs)                                                                     | Jean-Christophe Bouvier      | 4 septembre 2014  |
| Saint-Pierre-et-Miquelon                                                         | Collectivité d'outre-mer française                      | Président du Conseil territorial                                                         | Stéphane Artano              | 24 mars 2006      |
| Terres australes et antarctiques françaises                                      | Territoire d'outre-mer français                         | Président de la République                                                               | François Hollande            | 15 mai 2012       |
| Terres australes et antarctiques françaises                                      | Territoire d'outre-mer français                         | Préfet administratrice supérieure                                                        | Cécile Pozzo di Borgo        | 7 octobre 2014    |
| Wallis-et-Futuna                                                                 | Collectivité d'outre-mer française                      | Président de la République                                                               | François Hollande            | 15 mai 2012       |
| Wallis-et-Futuna                                                                 | Collectivité d'outre-mer française                      | Administrateurs supérieurs (successifs)                                                  | Jean-Francis Treffel         | 27 février 2017   |
| Wallis-et-Futuna                                                                 | Collectivité d'outre-mer française                      | Administrateurs supérieurs (successifs)                                                  | Marcel Renouf                | 19 janvier 2015   |
| Wallis-et-Futuna                                                                 | Collectivité d'outre-mer française                      | Président de l'Assemblée territoriale                                                    | Mikaele Kulimoetoke          | 26 novembre 2014  |

## Territoires britanniques d'outre-mer et dépendances de la Couronne britannique
Un Territoire britannique d'outre-mer (en anglais, United Kingdom Overseas Territory, anciennement appelé Dependent Territory et plus tôt encore une colonie de la Couronne Crown colony) est l'un des 14 territoires qui trouve sous la souveraineté et le contrôle formel du Royaume-Uni mais qui n'est pas une partie du Royaume proprement dit (Grande-Bretagne et Irlande du Nord). Ils sont les vestiges de l'Empire britannique qui n'ont pas accédé à l'indépendance ou qui ont voté pour rester territoires britanniques.
Une Dépendance de la Couronne (en anglais Crown dependency) désigne les territoires qui sont possession de la Couronne britannique sans pour autant être rattachés au Royaume-Uni (et donc à l’Union européenne), au contraire des territoires britanniques d’outre-mer.
| Territoire                                                                          | Statut | Fonction                                                                 | Nom                          | Depuis le                          |
| ----------------------------------------------------------------------------------- | --- | ------------------------------------------------------------------------ | ---------------------------- | ---------------------------------- |
| Akrotiri and Dhekelia                                                               | Base militaire souveraine                                                                                     | Reine                                                                    | Élisabeth II                 | 6 février 1952                     |
| Akrotiri and Dhekelia                                                               | Base militaire souveraine                                                                                     | Administrateur                                                           | Mike Wigston                 | 21 janvier 2015                    |
| Anguilla                                                                            | Territoire britannique d'outre-mer                                                                            | Reine                                                                    | Élisabeth II                 | 6 février 1952                     |
| Anguilla                                                                            | Territoire britannique d'outre-mer                                                                            | Gouverneur                                                               | Christina Scott              | 23 juillet 2013                    |
| Anguilla                                                                            | Territoire britannique d'outre-mer                                                                            | Vice-gouverneur                                                          | Stanley Reid                 | ?                                  |
| Anguilla                                                                            | Territoire britannique d'outre-mer                                                                            | Ministre en chef                                                         | Victor Banks                 | 23 avril 2015                      |
| Antarctique (Territoire britannique de l') (British Antarctic Territory - BAT)      | Territoire britannique d'outre-mer Régi par le Traité de l'Antarctique ; contesté par l'Argentine et le Chili | Reine                                                                    | Élisabeth II                 | 6 février 1952                     |
| Antarctique (Territoire britannique de l') (British Antarctic Territory - BAT)      | Territoire britannique d'outre-mer Régi par le Traité de l'Antarctique ; contesté par l'Argentine et le Chili | Commissaires (successifs)                                                | John Kittmer                 | décembre 2016                      |
| Antarctique (Territoire britannique de l') (British Antarctic Territory - BAT)      | Territoire britannique d'outre-mer Régi par le Traité de l'Antarctique ; contesté par l'Argentine et le Chili | Commissaires (successifs)                                                | Peter Hayes                  | 17 octobre 2012                    |
| Antarctique (Territoire britannique de l') (British Antarctic Territory - BAT)      | Territoire britannique d'outre-mer Régi par le Traité de l'Antarctique ; contesté par l'Argentine et le Chili | Administrateurs (successifs)                                             | Stuart Doubleday             | 2016                               |
| Antarctique (Territoire britannique de l') (British Antarctic Territory - BAT)      | Territoire britannique d'outre-mer Régi par le Traité de l'Antarctique ; contesté par l'Argentine et le Chili | Administrateurs (successifs)                                             | Henry Burgess                | 2011                               |
| Ascension                                                                           | Dépendance de Sainte-Hélène, Ascension et Tristan da Cunha                                                    | Gouverneurs de Sainte-Hélène, Ascension et Tristan da Cunha (successifs) | Sean Burns (intérim)         | 1er août 2016 - 1er septembre 2016 |
| Ascension                                                                           | Dépendance de Sainte-Hélène, Ascension et Tristan da Cunha                                                    | Gouverneurs de Sainte-Hélène, Ascension et Tristan da Cunha (successifs) | Lisa Phillips                | 25 avril 2016                      |
| Ascension                                                                           | Dépendance de Sainte-Hélène, Ascension et Tristan da Cunha                                                    | Gouverneurs de Sainte-Hélène, Ascension et Tristan da Cunha (successifs) | Sean Burns (intérim)         | 18 mars 2016                       |
| Ascension                                                                           | Dépendance de Sainte-Hélène, Ascension et Tristan da Cunha                                                    | Gouverneurs de Sainte-Hélène, Ascension et Tristan da Cunha (successifs) | Mark Capes                   | 29 octobre 2011                    |
| Ascension                                                                           | Dépendance de Sainte-Hélène, Ascension et Tristan da Cunha                                                    | Administrateur de l'Île de l'Ascension                                   | Marc Holland                 | 27 août 2014                       |
| Aurigny                                                                             | Dépendance de Guernesey                                                                                       | Lieutenant-gouverneurs de Guernesey (successifs)                         | Ian Corder                   | 14 mars 2016                       |
| Aurigny                                                                             | Dépendance de Guernesey                                                                                       | Lieutenant-gouverneurs de Guernesey (successifs)                         | Richard Collas (intérim)     | 6 septembre 2015                   |
| Aurigny                                                                             | Dépendance de Guernesey                                                                                       | Bailli de Guernesey                                                      | Richard Collas               | 23 mars 2012                       |
| Aurigny                                                                             | Dépendance de Guernesey                                                                                       | Président du Comité des politiques et des ressources de Guernesey        | Gavin St. Pier               | 6 mai 2016                         |
| Aurigny                                                                             | Dépendance de Guernesey                                                                                       | Premier ministre de Guernesey                                            | fonction aboli               | 6 mai 2016                         |
| Aurigny                                                                             | Dépendance de Guernesey                                                                                       | Premier ministre de Guernesey                                            | Jonathan Le Tocq             | 12 mars 2014                       |
| Aurigny                                                                             | Dépendance de Guernesey                                                                                       | Président des États (Chef du gouvernement)                               | Stuart Trought               | 22 juin 2011                       |
| Bermudes                                                                            | Territoire britannique d'outre-mer                                                                            | Reine                                                                    | Élisabeth II                 | 6 février 1952                     |
| Bermudes                                                                            | Territoire britannique d'outre-mer                                                                            | Gouverneurs (successifs)                                                 | John Rankin                  | 5 décembre 2016                    |
| Bermudes                                                                            | Territoire britannique d'outre-mer                                                                            | Gouverneurs (successifs)                                                 | Ginny Ferson (intérim)       | 2 août 2016                        |
| Bermudes                                                                            | Territoire britannique d'outre-mer                                                                            | Gouverneurs (successifs)                                                 | George Fergusson             | 23 mai 2012                        |
| Bermudes                                                                            | Territoire britannique d'outre-mer                                                                            | Premier ministre                                                         | Michael Dunkley              | 19 mai 2014                        |
| Brecqhou                                                                            | Dépendance de Guernesey                                                                                       | Lieutenant-gouverneurs de Guernesey (successifs)                         | Ian Corder                   | 4 mars 2016                        |
| Brecqhou                                                                            | Dépendance de Guernesey                                                                                       | Lieutenant-gouverneurs de Guernesey (successifs)                         | Richard Collas (intérim)     | 6 septembre 2015                   |
| Brecqhou                                                                            | Dépendance de Guernesey                                                                                       | Bailli de Guernesey (successifs)                                         | Richard Collas               | 23 mars 2012                       |
| Brecqhou                                                                            | Dépendance de Guernesey                                                                                       | Président du Comité des politiques et des ressources de Guernesey        | Gavin St. Pier               | 6 mai 2016                         |
| Brecqhou                                                                            | Dépendance de Guernesey                                                                                       | Premier ministre de Guernesey                                            | fonction aboli               | 6 mai 2016                         |
| Brecqhou                                                                            | Dépendance de Guernesey                                                                                       | Premier ministre de Guernesey                                            | Jonathan Le Tocq             | 12 mars 2014                       |
| Brecqhou                                                                            | Dépendance de Guernesey                                                                                       | Tenant                                                                   | David Barclay                | 1993                               |
| Caïmans (îles)                                                                      | Territoire britannique d'outre-mer                                                                            | Reine                                                                    | Élisabeth II                 | 6 février 1952                     |
| Caïmans (îles)                                                                      | Territoire britannique d'outre-mer                                                                            | Gouverneur                                                               | Helen Kilpatrick             | 6 septembre 2013                   |
| Caïmans (îles)                                                                      | Territoire britannique d'outre-mer                                                                            | Premier                                                                  | Alden McLaughlin             | 29 mai 2013                        |
| Caïmans (îles)                                                                      | Territoire britannique d'outre-mer                                                                            | Vice-premier                                                             | Moses Kirkconnell            | 29 mai 2013                        |
| Falkland (îles) (alias îles Malouines)                                              | Territoire britannique d'outre-mer                                                                            | Reine                                                                    | Élisabeth II                 | 6 février 1952                     |
| Falkland (îles) (alias îles Malouines)                                              | Territoire britannique d'outre-mer                                                                            | Gouverneur                                                               | Colin Roberts                | 29 avril 2014                      |
| Falkland (îles) (alias îles Malouines)                                              | Territoire britannique d'outre-mer                                                                            | Premiers ministres (successifs)                                          | Barry Rowland                | 6 octobre 2016                     |
| Falkland (îles) (alias îles Malouines)                                              | Territoire britannique d'outre-mer                                                                            | Premiers ministres (successifs)                                          | Keith Padgett                | 1er février 2012                   |
| Géorgie du Sud-et-les Îles Sandwich du Sud                                          | Territoire britannique d'outre-mer (revendiqué par l'Argentine)                                               | Reine                                                                    | Élisabeth II                 | 6 février 1952                     |
| Géorgie du Sud-et-les Îles Sandwich du Sud                                          | Territoire britannique d'outre-mer (revendiqué par l'Argentine)                                               | Commissaire                                                              | Colin Roberts                | 29 avril 2014                      |
| Gibraltar                                                                           | Territoire britannique d'outre-mer                                                                            | Reine                                                                    | Élisabeth II                 | 6 février 1952                     |
| Gibraltar                                                                           | Territoire britannique d'outre-mer                                                                            | Gouverneurs (successifs)                                                 | Edward Davis                 | 19 janvier 2016                    |
| Gibraltar                                                                           | Territoire britannique d'outre-mer                                                                            | Gouverneurs (successifs)                                                 | Alison MacMillan (intérim)   | 28 septembre 2015                  |
| Gibraltar                                                                           | Territoire britannique d'outre-mer                                                                            | Premier ministre                                                         | Fabian Picardo               | 9 décembre 2011                    |
| Guernesey                                                                           | Dépendance de la Couronne britannique                                                                         | La Reine, Duc de Normandie                                               | Élisabeth II                 | 6 février 1952                     |
| Guernesey                                                                           | Dépendance de la Couronne britannique                                                                         | Lieutenants-gouverneurs (successifs)                                     | Ian Corder                   | 4 mars 2016                        |
| Guernesey                                                                           | Dépendance de la Couronne britannique                                                                         | Lieutenants-gouverneurs (successifs)                                     | Richard Collas (intérim)     | 6 septembre 2015                   |
| Guernesey                                                                           | Dépendance de la Couronne britannique                                                                         | Bailli                                                                   | Richard Collas               | 23 mars 2012                       |
| Guernesey                                                                           | Dépendance de la Couronne britannique                                                                         | Président du Comité des politiques et des ressources de Guernesey        | Gavin St. Pier               | 6 mai 2016                         |
| Guernesey                                                                           | Dépendance de la Couronne britannique                                                                         | Premier ministre de Guernesey                                            | fonction aboli               | 6 mai 2016                         |
| Guernesey                                                                           | Dépendance de la Couronne britannique                                                                         | Premier ministre de Guernesey                                            | Jonathan Le Tocq             | 12 mars 2014                       |
| Herm                                                                                | Dépendance de Guernesey                                                                                       | Lieutenant-gouverneurs de Guernesey (successifs)                         | Ian Corder                   | 4 mars 2016                        |
| Herm                                                                                | Dépendance de Guernesey                                                                                       | Lieutenant-gouverneurs de Guernesey (successifs)                         | Richard Collas (intérim)     | 6 septembre 2015                   |
| Herm                                                                                | Dépendance de Guernesey                                                                                       | Bailli de Guernesey                                                      | Richard Collas               | 23 mars 2012                       |
| Herm                                                                                | Dépendance de Guernesey                                                                                       | Président du Comité des politiques et des ressources de Guernesey        | Gavin St. Pier               | 6 mai 2016                         |
| Herm                                                                                | Dépendance de Guernesey                                                                                       | Premier ministre de Guernesey                                            | fonction aboli               | 6 mai 2016                         |
| Herm                                                                                | Dépendance de Guernesey                                                                                       | Premier ministre de Guernesey                                            | Jonathan Le Tocq             | 12 mars 2014                       |
| Herm                                                                                | Dépendance de Guernesey                                                                                       | Tenant                                                                   | John Singer                  | 1er octobre 2008                   |
| Jersey                                                                              | Dépendance de la Couronne britannique                                                                         | La Reine, Duc de Normandie                                               | Élisabeth II                 | 6 février 1952                     |
| Jersey                                                                              | Dépendance de la Couronne britannique                                                                         | Lieutenant-gouverneurs (successifs)                                      | William Bailhachel (intérim) | 26 septembre 2011                  |
| Jersey                                                                              | Dépendance de la Couronne britannique                                                                         | Lieutenant-gouverneurs (successifs)                                      | John McColl                  | 26 septembre 2011                  |
| Jersey                                                                              | Dépendance de la Couronne britannique                                                                         | Bailli                                                                   | William Bailhache            | 26 janvier 2015                    |
| Jersey                                                                              | Dépendance de la Couronne britannique                                                                         | Premier ministre                                                         | Ian Gorst                    | 18 novembre 2011                   |
| Jéthou                                                                              | Dépendance de Guernesey                                                                                       | Lieutenant-gouverneurs de Guernesey (successifs)                         | Ian Corder                   | 4 mars 2016                        |
| Jéthou                                                                              | Dépendance de Guernesey                                                                                       | Lieutenant-gouverneurs de Guernesey (successifs)                         | Richard Collas (intérim)     | 6 septembre 2015                   |
| Jéthou                                                                              | Dépendance de Guernesey                                                                                       | Bailli de Guernesey                                                      | Richard Collas               | 23 mars 2012                       |
| Jéthou                                                                              | Dépendance de Guernesey                                                                                       | Président du Comité des politiques et des ressources de Guernesey        | Gavin St. Pier               | 6 mai 2016                         |
| Jéthou                                                                              | Dépendance de Guernesey                                                                                       | Premier ministre de Guernesey                                            | fonction aboli               | 6 mai 2016                         |
| Jéthou                                                                              | Dépendance de Guernesey                                                                                       | Premier ministre de Guernesey                                            | Jonathan Le Tocq             | 12 mars 2014                       |
| Jéthou                                                                              | Dépendance de Guernesey                                                                                       | Subtenant                                                                | Peter Ogden                  | 1994                               |
| Man (île de)                                                                        | Dépendance de la Couronne britannique                                                                         | La Reine, Seigneur de Man                                                | Élisabeth II                 | 6 février 1952                     |
| Man (île de)                                                                        | Lieutenant-gouverneurs (successifs)                                                                           | sir Richard Gozney                                                       | 27 mai 2016                  |                                    |
| Man (île de)                                                                        | Lieutenant-gouverneurs (successifs)                                                                           | David Doyle (intérim)                                                    | Avril 2016                   |                                    |
| Man (île de)                                                                        | Lieutenant-gouverneurs (successifs)                                                                           | Adam Wood                                                                | 7 avril 2011                 |                                    |
| Man (île de)                                                                        | Premier deemster                                                                                              | David Doyle                                                              | 16 novembre 2010             |                                    |
| Man (île de)                                                                        | Premiers ministres (successifs)                                                                               | Howard Quayle                                                            | 11 octobre 2011              |                                    |
| Man (île de)                                                                        | Premiers ministres (successifs)                                                                               | Allan Bell                                                               | 11 octobre 2011              |                                    |
| Montserrat                                                                          | Territoire britannique d'outre-mer                                                                            | Reine                                                                    | Élisabeth II                 | 6 février 1952                     |
| Montserrat                                                                          | Territoire britannique d'outre-mer                                                                            | Gouverneur                                                               | Elizabeth Carriere           | 5 août 2015                        |
| Montserrat                                                                          | Territoire britannique d'outre-mer                                                                            | Premier ministre                                                         | Donaldson Romeo              | 12 septembre 2014                  |
| Océan Indien (Territoire britannique de l') (British Indian Ocean Territory - BIOT) | Territoire britannique d'outre-mer                                                                            | Reine                                                                    | Élisabeth II                 | 6 février 1952                     |
| Océan Indien (Territoire britannique de l') (British Indian Ocean Territory - BIOT) | Territoire britannique d'outre-mer                                                                            | Commissaires (successifs)                                                | John Kittmer                 | décembre 2016                      |
| Océan Indien (Territoire britannique de l') (British Indian Ocean Territory - BIOT) | Territoire britannique d'outre-mer                                                                            | Commissaires (successifs)                                                | Peter Hayes                  | 17 octobre 2012                    |
| Océan Indien (Territoire britannique de l') (British Indian Ocean Territory - BIOT) | Territoire britannique d'outre-mer                                                                            | Administrateurs (successifs)                                             | Nicola Carnie                | 31 mars 2016                       |
| Océan Indien (Territoire britannique de l') (British Indian Ocean Territory - BIOT) | Territoire britannique d'outre-mer                                                                            | Administrateurs (successifs)                                             | Tom Moody                    | Juillet 2013                       |
| Océan Indien (Territoire britannique de l') (British Indian Ocean Territory - BIOT) | Territoire britannique d'outre-mer                                                                            | Représentant du commissaire                                              | Edward Lees                  | 2015                               |
| Pitcairn (îles)                                                                     | Territoire britannique d'outre-mer                                                                            | Reine                                                                    | Élisabeth II                 | 6 février 1952                     |
| Pitcairn (îles)                                                                     | Territoire britannique d'outre-mer                                                                            | Gouverneur                                                               | Jonathan Sinclair            | août 2014                          |
| Pitcairn (îles)                                                                     | Territoire britannique d'outre-mer                                                                            | Maire                                                                    | Shawn Christian              | 1er janvier 2014                   |
| Rockall (Écosse)                                                                    | Îlot inhabité et isolé rattaché au Conseil unitaire Hebrides Extérieures                                      | Secrétaire d'État pour l'Écosse                                          | David Mundell                | 11 mai 2015                        |
| Rockall (Écosse)                                                                    | Îlot inhabité et isolé rattaché au Conseil unitaire Hebrides Extérieures                                      | Premier ministre d'Écosse                                                | Nicola Sturgeon              | 19 novembre 2014                   |
| Rockall (Écosse)                                                                    | Îlot inhabité et isolé rattaché au Conseil unitaire Hebrides Extérieures                                      | Président du Conseil des Hébrides Extérieures                            | Norman A Macdonald           | 10 mai 2012                        |
| Sainte-Hélène, Ascension et Tristan da Cunha                                        | Territoire britannique d'outre-mer                                                                            | Reine                                                                    | Élisabeth II                 | 6 février 1952                     |
| Sainte-Hélène, Ascension et Tristan da Cunha                                        | Territoire britannique d'outre-mer                                                                            | Gouverneurs (successifs)                                                 | Sean Burns (intérim)         | 1er août 2016 - 1er septembre 2016 |
| Sainte-Hélène, Ascension et Tristan da Cunha                                        | Territoire britannique d'outre-mer                                                                            | Gouverneurs (successifs)                                                 | Lisa Phillips                | 25 avril 2016                      |
| Sainte-Hélène, Ascension et Tristan da Cunha                                        | Territoire britannique d'outre-mer                                                                            | Gouverneurs (successifs)                                                 | Sean Burns                   | 18 mars 2016                       |
| Sainte-Hélène, Ascension et Tristan da Cunha                                        | Territoire britannique d'outre-mer                                                                            | Gouverneurs (successifs)                                                 | Mark Capes                   | 29 octobre 2011                    |
| Sercq                                                                               | Dépendance de Guernesey                                                                                       | Lieutenant-gouverneurs de Guernesey (successifs)                         | Ian Corder                   | 4 mars 2016                        |
| Sercq                                                                               | Dépendance de Guernesey                                                                                       | Lieutenant-gouverneurs de Guernesey (successifs)                         | Richard Collas (intérim)     | 6 septembre 2015                   |
| Sercq                                                                               | Dépendance de Guernesey                                                                                       | Bailli de Guernesey                                                      | Richard Collas               | 23 mars 2012                       |
| Sercq                                                                               | Dépendance de Guernesey                                                                                       | Président du Comité des politiques et des ressources de Guernesey        | Gavin St. Pier               | 6 mai 2016                         |
| Sercq                                                                               | Dépendance de Guernesey                                                                                       | Premier ministre de Guernesey                                            | fonction aboli               | 6 mai 2016                         |
| Sercq                                                                               | Dépendance de Guernesey                                                                                       | Premier ministre de Guernesey                                            | Jonathan Le Tocq             | 12 mars 2014                       |
| Sercq                                                                               | Dépendance de Guernesey                                                                                       | Seigneurs (successifs)                                                   | Christopher Beaumont         | 3 juillet 2016                     |
| Sercq                                                                               | Dépendance de Guernesey                                                                                       | Seigneurs (successifs)                                                   | Michael Beaumont             | 14 juillet 1974                    |
| Tristan da Cunha                                                                    | Dépendance de Sainte-Hélène, Ascension et Tristan da Cunha                                                    | Gouverneurs de Sainte-Hélène, Ascension et Tristan da Cunha (successifs) | Sean Burns (intérim)         | 1er août 2016 - 1er septembre 2016 |
| Tristan da Cunha                                                                    | Dépendance de Sainte-Hélène, Ascension et Tristan da Cunha                                                    | Gouverneurs de Sainte-Hélène, Ascension et Tristan da Cunha (successifs) | Lisa Phillips                | 25 avril 2016                      |
| Tristan da Cunha                                                                    | Dépendance de Sainte-Hélène, Ascension et Tristan da Cunha                                                    | Gouverneurs de Sainte-Hélène, Ascension et Tristan da Cunha (successifs) | Sean Burns (intérim)         | 18 mars 2016                       |
| Tristan da Cunha                                                                    | Dépendance de Sainte-Hélène, Ascension et Tristan da Cunha                                                    | Gouverneurs de Sainte-Hélène, Ascension et Tristan da Cunha (successifs) | Mark Capes                   | 29 octobre 2011                    |
| Tristan da Cunha                                                                    | Dépendance de Sainte-Hélène, Ascension et Tristan da Cunha                                                    | Administrateurs (successifs)                                             | Sean Burns                   | 30 novembre 2016                   |
| Tristan da Cunha                                                                    | Dépendance de Sainte-Hélène, Ascension et Tristan da Cunha                                                    | Administrateurs (successifs)                                             | Anne Biddle (intérim)        | 28 septembre 2016                  |
| Tristan da Cunha                                                                    | Dépendance de Sainte-Hélène, Ascension et Tristan da Cunha                                                    | Administrateurs (successifs)                                             | Anne Biddle (intérim)        | 10 mai 2016 - 27 août 2016         |
| Tristan da Cunha                                                                    | Dépendance de Sainte-Hélène, Ascension et Tristan da Cunha                                                    | Administrateurs (successifs)                                             | Alex Mitham                  | 23 septembre 2013                  |
| Turques-et-Caïques (îles)                                                           | Territoire britannique d'outre-mer                                                                            | Reine                                                                    | Élisabeth II                 | 6 février 1952                     |
| Turques-et-Caïques (îles)                                                           | Territoire britannique d'outre-mer                                                                            | Gouverneurs (successifs)                                                 | John Freeman                 | 17 octobre 2016                    |
| Turques-et-Caïques (îles)                                                           | Territoire britannique d'outre-mer                                                                            | Gouverneurs (successifs)                                                 | Anya Williams (intérim)      | 10 octobre 2016                    |
| Turques-et-Caïques (îles)                                                           | Territoire britannique d'outre-mer                                                                            | Gouverneurs (successifs)                                                 | Peter Beckingham             | 8 octobre 2013                     |
| Turques-et-Caïques (îles)                                                           | Territoire britannique d'outre-mer                                                                            | Premiers ministres (successifs)                                          | Sharlene Cartwright-Robinson | 20 décembre 2016                   |
| Turques-et-Caïques (îles)                                                           | Territoire britannique d'outre-mer                                                                            | Premiers ministres (successifs)                                          | Rufus Ewing                  | 13 novembre 2012                   |
| Vierges (îles britanniques)                                                         | Territoire britannique d'outre-mer                                                                            | Reine                                                                    | Élisabeth II                 | 6 février 1952                     |
| Vierges (îles britanniques)                                                         | Territoire britannique d'outre-mer                                                                            | Gouverneur                                                               | John Duncan                  | 15 août 2014                       |
| Vierges (îles britanniques)                                                         | Territoire britannique d'outre-mer                                                                            | Vice-gouverneures (successifs)                                           | Rosalie Adams                | 5 août 2016                        |
| Vierges (îles britanniques)                                                         | Territoire britannique d'outre-mer                                                                            | Vice-gouverneures (successifs)                                           | Vivian Inez Archibald        | 15 septembre 2008                  |
| Vierges (îles britanniques)                                                         | Territoire britannique d'outre-mer                                                                            | Premier ministre                                                         | Orlando Smith                | 9 novembre 2011                    |

## Territoires spéciaux des États-Unis
| Territoires                                                                                              | Souveraineté & statut                                                                           | Fonction                   | Nom                      | Depuis le        |
| --- | ----------------------------------------------------------------------------------------------- | -------------------------- | ------------------------ | ---------------- |
| Île Baker (Pacific Remote Islands Marine National Monument, Île mineure éloignée des États-Unis)         | États-Unis (Territoire non incorporé, non organisé, inhabité)                                   | Président                  | Barack Obama             | 20 janvier 2009  |
| Île Baker (Pacific Remote Islands Marine National Monument, Île mineure éloignée des États-Unis)         | États-Unis (Territoire non incorporé, non organisé, inhabité)                                   | Directeur de la USFWS      | Daniel M. Ashe           | 1er juillet 2011 |
| Guam | États-Unis (Territoire non incorporé, organisé)                                                 | Président                  | Barack Obama             | 20 janvier 2009  |
| Guam | États-Unis (Territoire non incorporé, organisé)                                                 | Gouverneur                 | Eddie Calvo              | 3 janvier 2011   |
| Guantanamo Bay                                                                                           | États-Unis (Base militaire louée aux États-Unis)                                                | Commandant de la base      | David Culpepper          | 17 avril 2015    |
| Île Howland (Pacific Remote Islands Marine National Monument, Île mineure éloignée des États-Unis)       | États-Unis (Territoire non incorporé, non organisé, inhabité)                                   | Président                  | Barack Obama             | 20 janvier 2009  |
| Île Howland (Pacific Remote Islands Marine National Monument, Île mineure éloignée des États-Unis)       | États-Unis (Territoire non incorporé, non organisé, inhabité)                                   | Directeur de la USFWS      | Daniel M. Ashe           | 1er juillet 2011 |
| Île Jarvis (Pacific Remote Islands Marine National Monument, Île mineure éloignée des États-Unis)        | États-Unis (Territoire non incorporé, non organisé, inhabité)                                   | Président                  | Barack Obama             | 20 janvier 2009  |
| Île Jarvis (Pacific Remote Islands Marine National Monument, Île mineure éloignée des États-Unis)        | États-Unis (Territoire non incorporé, non organisé, inhabité)                                   | Directeur de la USFWS      | Daniel M. Ashe           | 1er juillet 2011 |
| Atoll Johnston (Pacific Remote Islands Marine National Monument, Île mineure éloignée des États-Unis)    | États-Unis (Territoire non incorporé, non organisé, inhabité)                                   | Président                  | Barack Obama             | 20 janvier 2009  |
| Atoll Johnston (Pacific Remote Islands Marine National Monument, Île mineure éloignée des États-Unis)    | États-Unis (Territoire non incorporé, non organisé, inhabité)                                   | Directeur de la USFWS,     | Daniel M. Ashe           | 1er juillet 2011 |
| Récif Kingman (Pacific Remote Islands Marine National Monument, Île mineure éloignée des États-Unis)     | États-Unis (Territoire non incorporé, non organisé, inhabité)                                   | Président                  | Barack Obama             | 20 janvier 2009  |
| Récif Kingman (Pacific Remote Islands Marine National Monument, Île mineure éloignée des États-Unis)     | États-Unis (Territoire non incorporé, non organisé, inhabité)                                   | Directeur de la USFWS      | Daniel M. Ashe           | 1er juillet 2011 |
| Mariannes du Nord (îles)                                                                                 | États-Unis (État libre associé, non incorporé, organisé)                                        | Président                  | Barack Obama             | 20 janvier 2009  |
| Mariannes du Nord (îles)                                                                                 | États-Unis (État libre associé, non incorporé, organisé)                                        | Gouverneur                 | Ralph Torres             | 29 décembre 2015 |
| Mariannes du Nord (îles)                                                                                 | États-Unis (État libre associé, non incorporé, organisé)                                        | Lieutenant gouverneur      | Victor Hocog             | 29 décembre 2015 |
| Midway (îles) (Pacific Remote Islands Marine National Monument, Île mineure éloignée des États-Unis)     | États-Unis (Territoire non incorporé, non organisé, inhabité)                                   | Président                  | Barack Obama             | 20 janvier 2009  |
| Midway (îles) (Pacific Remote Islands Marine National Monument, Île mineure éloignée des États-Unis)     | États-Unis (Territoire non incorporé, non organisé, inhabité)                                   | Directeur de la USFWS      | Daniel M. Ashe           | 1er juillet 2011 |
| Île de la Navasse (Pacific Remote Islands Marine National Monument, Île mineure éloignée des États-Unis) | États-Unis (Territoire non incorporé, non organisé, inhabité, revendiqué par Haïti)             | Président                  | Barack Obama             | 20 janvier 2009  |
| Île de la Navasse (Pacific Remote Islands Marine National Monument, Île mineure éloignée des États-Unis) | États-Unis (Territoire non incorporé, non organisé, inhabité, revendiqué par Haïti)             | Directeur de la USFWS      | Daniel M. Ashe           | 1er juillet 2011 |
| Atoll Palmyra (Pacific Remote Islands Marine National Monument, Île mineure éloignée des États-Unis)     | États-Unis (Territoire incorporé, non organisé)                                                 | Président                  | Barack Obama             | 20 janvier 2009  |
| Atoll Palmyra (Pacific Remote Islands Marine National Monument, Île mineure éloignée des États-Unis)     | États-Unis (Territoire incorporé, non organisé)                                                 | Directeur de la USFWS,     | Daniel M. Ashe           | 1er juillet 2011 |
| Atoll Palmyra (Pacific Remote Islands Marine National Monument, Île mineure éloignée des États-Unis)     | États-Unis (Territoire incorporé, non organisé)                                                 | Gestionnaires (successifs) | Alex Wegman              | janvier 2016     |
| Atoll Palmyra (Pacific Remote Islands Marine National Monument, Île mineure éloignée des États-Unis)     | États-Unis (Territoire incorporé, non organisé)                                                 | Gestionnaires (successifs) | Laurie Moore             | janvier 2013     |
| Porto Rico                                                                                               | États-Unis (État libre associé, non incorporé, organisé)                                        | Président                  | Barack Obama             | 20 janvier 2009  |
| Porto Rico                                                                                               | États-Unis (État libre associé, non incorporé, organisé)                                        | Gouverneur                 | Alejandro García Padilla | 2 janvier 2012   |
| Samoa américaines (îles)                                                                                 | États-Unis (Territoire non incorporé, non organisé)                                             | Président                  | Barack Obama             | 20 janvier 2009  |
| Samoa américaines (îles)                                                                                 | États-Unis (Territoire non incorporé, non organisé)                                             | Gouverneur                 | Lolo Matalasi Moliga     | 3 janvier 2012   |
| Vierges américaines (îles)                                                                               | États-Unis (Territoire non incorporé, organisé)                                                 | Président                  | Barack Obama             | 20 janvier 2009  |
| Vierges américaines (îles)                                                                               | États-Unis (Territoire non incorporé, organisé)                                                 | Gouverneur                 | Kenneth E. Mapp          | 5 janvier 2014   |
| Wake (Pacific Remote Islands Marine National Monument, Île mineure éloignée des États-Unis)              | États-Unis (Territoire non incorporé, non organisé, inhabité, revendiqué par les Îles Marshall) | Président                  | Barack Obama             | 20 janvier 2009  |
| Wake (Pacific Remote Islands Marine National Monument, Île mineure éloignée des États-Unis)              | États-Unis (Territoire non incorporé, non organisé, inhabité, revendiqué par les Îles Marshall) | Administrateur             | Esther Puakela Kia’aina  | 11 juillet 2014  |
| Wake (Pacific Remote Islands Marine National Monument, Île mineure éloignée des États-Unis)              | États-Unis (Territoire non incorporé, non organisé, inhabité, revendiqué par les Îles Marshall) | Gouverneur                 | Gordon O. Tanne          | septembre 2014   |

## Territoires extérieurs, intérieurs et associés de l'Australie
Les territoires sont classés par ordre alphabétique de la partie principale de leur nom.
| Territoires                                                                 | Souveraineté et statut                                                                                            | Fonction                                                                                  | Nom                      | Depuis le         |
| --------------------------------------------------------------------------- | --- | ----------------------------------------------------------------------------------------- | ------------------------ | ----------------- |
| Ashmore-et-Cartier (îles) (Ashmore and Cartier Islands)                     | Australie (Territoire extérieur)                                                                                  | Reine d'Australie                                                                         | Élisabeth II             | 6 février 1952    |
| Ashmore-et-Cartier (îles) (Ashmore and Cartier Islands)                     | Australie (Territoire extérieur)                                                                                  | Gouverneur général                                                                        | Peter Cosgrove           | 28 mars 2014      |
| Ashmore-et-Cartier (îles) (Ashmore and Cartier Islands)                     | Australie (Territoire extérieur)                                                                                  | Ministre australien pour les Gouvernements locaux et Territoires                          | Fiona Nash               | 19 juillet 2016   |
| Ashmore-et-Cartier (îles) (Ashmore and Cartier Islands)                     | Australie (Territoire extérieur)                                                                                  | Ministre australien pour les grands projets, les territoires, et des Gouvernements locaux | fonction remplacée       | 19 juillet 2016   |
| Ashmore-et-Cartier (îles) (Ashmore and Cartier Islands)                     | Australie (Territoire extérieur)                                                                                  | Ministre australien pour les grands projets, les territoires, et des Gouvernements locaux | Paul Fletcher            | 21 septembre 2015 |
| Christmas (île) (Christmas Island)                                          | Australie (Territoire extérieur)                                                                                  | Reine d'Australie                                                                         | Élisabeth II             | 6 février 1952    |
| Christmas (île) (Christmas Island)                                          | Australie (Territoire extérieur)                                                                                  | Gouverneur général                                                                        | Peter Cosgrove           | 28 mars 2014      |
| Christmas (île) (Christmas Island)                                          | Australie (Territoire extérieur)                                                                                  | Administrateur                                                                            | Barry Haase              | 6 octobre 2014    |
| Christmas (île) (Christmas Island)                                          | Australie (Territoire extérieur)                                                                                  | Président du comté                                                                        | Gordon Thomson           | 21 octobre 2013   |
| Cocos (îles) (Cocos (Keeling) Islands)                                      | Australie (Territoire extérieur)                                                                                  | Reine d'Australie                                                                         | Élisabeth II             | 6 février 1952    |
| Cocos (îles) (Cocos (Keeling) Islands)                                      | Australie (Territoire extérieur)                                                                                  | Gouverneur général                                                                        | Peter Cosgrove           | 28 mars 2014      |
| Cocos (îles) (Cocos (Keeling) Islands)                                      | Australie (Territoire extérieur)                                                                                  | Administrateur                                                                            | Barry Haase              | 6 octobre 2014    |
| Cocos (îles) (Cocos (Keeling) Islands)                                      | Australie (Territoire extérieur)                                                                                  | Présidents du comté (successifs)                                                          | Balmut Pirus             | 28 octobre 2015   |
| Corail (îles de la mer de) (Coral Sea Islands)                              | Australie (Territoire extérieur)                                                                                  | Reine d'Australie                                                                         | Élisabeth II             | 6 février 1952    |
| Corail (îles de la mer de) (Coral Sea Islands)                              | Australie (Territoire extérieur)                                                                                  | Gouverneur général                                                                        | Peter Cosgrove           | 28 mars 2014      |
| Corail (îles de la mer de) (Coral Sea Islands)                              | Australie (Territoire extérieur)                                                                                  | Ministre australien pour les Gouvernements locaux et Territoires et Territoires           | Fiona Nash               | 19 juillet 2015   |
| Corail (îles de la mer de) (Coral Sea Islands)                              | Australie (Territoire extérieur)                                                                                  | Ministre australien pour les grands projets, les territoires, et des Gouvernements locaux | fonction remplacée       | 19 juillet 2016   |
| Corail (îles de la mer de) (Coral Sea Islands)                              | Australie (Territoire extérieur)                                                                                  | Ministre australien pour les grands projets, les territoires, et des Gouvernements locaux | Paul Fletcher            | 21 septembre 2016 |
| Heard-et-MacDonald (îles) (Heard and MacDonald Islands)                     | Australie (Territoire extérieur)                                                                                  | Reine d'Australie                                                                         | Élisabeth II             | 6 février 1952    |
| Heard-et-MacDonald (îles) (Heard and MacDonald Islands)                     | Australie (Territoire extérieur)                                                                                  | Gouverneur général                                                                        | Peter Cosgrove           | 28 mars 2014      |
| Heard-et-MacDonald (îles) (Heard and MacDonald Islands)                     | Australie (Territoire extérieur)                                                                                  | Directeur du Département australien de l'Antarctique                                      | Nick Gales               | 6 août 2015       |
| Île Lord Howe                                                               | Nouvelle-Galles du Sud (Zone non incorporée avec auto-gouvernance de l'État Nouvelle-Galles du Sud)               | Gouverneur de Nouvelle-Galles-du-Sud                                                      | David Hurley             | 2 octobre 2014    |
| Île Lord Howe                                                               | Nouvelle-Galles du Sud (Zone non incorporée avec auto-gouvernance de l'État Nouvelle-Galles du Sud)               | Premier ministre de la Nouvelle-Galles du Sud                                             | Mike Baird               | 17 avril 2014     |
| Île Lord Howe                                                               | Nouvelle-Galles du Sud (Zone non incorporée avec auto-gouvernance de l'État Nouvelle-Galles du Sud)               | Président du Conseil de Lord Howe Island                                                  | Sonja Stewart            | 28 novembre 2015  |
| Macquarie                                                                   | Tasmanie (Îlot inhabité et isolé rattaché à la zone de gouvernement local Huon Valley Council de l'État Tasmanie) | Gouverneur de Tasmanie                                                                    | Kate Warner              | 10 décembre 2014  |
| Macquarie                                                                   | Tasmanie (Îlot inhabité et isolé rattaché à la zone de gouvernement local Huon Valley Council de l'État Tasmanie) | Premier ministre de Tasmanie                                                              | Will Hodgman             | 24 mars 2014      |
| Macquarie                                                                   | Tasmanie (Îlot inhabité et isolé rattaché à la zone de gouvernement local Huon Valley Council de l'État Tasmanie) | Commissaire de Huon Valley Council                                                        | Adriana Taylor           | 10 octobre 2016   |
| Macquarie                                                                   | Tasmanie (Îlot inhabité et isolé rattaché à la zone de gouvernement local Huon Valley Council de l'État Tasmanie) | Maire de Huon Valley Council                                                              | rejeté                   | octobre 2016      |
| Macquarie                                                                   | Tasmanie (Îlot inhabité et isolé rattaché à la zone de gouvernement local Huon Valley Council de l'État Tasmanie) | Maire de Huon Valley Council                                                              | Peter Coad               | 2014              |
| Macquarie                                                                   | Tasmanie (Îlot inhabité et isolé rattaché à la zone de gouvernement local Huon Valley Council de l'État Tasmanie) | Directeurs du Parks and Wildlife Service de Tasmanie (successifs)                         | Andrew Roberts (intérin) | Juillet 2016      |
| Macquarie                                                                   | Tasmanie (Îlot inhabité et isolé rattaché à la zone de gouvernement local Huon Valley Council de l'État Tasmanie) | Directeurs du Parks and Wildlife Service de Tasmanie (successifs)                         | Peter Mooney             | …/août 2008       |
| Norfolk (île) (Norfolk Island)                                              | Australie (Territoire associé autogouverné)                                                                       | Reine d'Australie                                                                         | Élisabeth II             | 6 février 1952    |
| Norfolk (île) (Norfolk Island)                                              | Australie (Territoire associé autogouverné)                                                                       | Gouverneur général                                                                        | Peter Cosgrove           | 28 mars 2014      |
| Norfolk (île) (Norfolk Island)                                              | Australie (Territoire associé autogouverné)                                                                       | Administrateur                                                                            | Gary Hardgrave           | 1er juillet 2014  |
| Norfolk (île) (Norfolk Island)                                              | Australie (Territoire associé autogouverné)                                                                       | Directrice générale                                                                       | Lotta Jackson            | 30 juin 2016      |
| Norfolk (île) (Norfolk Island)                                              | Australie (Territoire associé autogouverné)                                                                       | Directeur Exécutif                                                                        | Peter Gesling            | 24 juin 2015      |
| Norfolk (île) (Norfolk Island)                                              | Australie (Territoire associé autogouverné)                                                                       | Maire                                                                                     | Robin Adams              | 6 juillet 2016    |
| Territoire antarctique australien (Australian Antarctic Territory)          | Australie (Territoire extérieur)                                                                                  | Reine d'Australie                                                                         | Élisabeth II             | 6 février 1952    |
| Territoire antarctique australien (Australian Antarctic Territory)          | Australie (Territoire extérieur)                                                                                  | Gouverneur général                                                                        | Peter Cosgrove           | 28 mars 2014      |
| Territoire antarctique australien (Australian Antarctic Territory)          | Australie (Territoire extérieur)                                                                                  | Directeur du Département australien de l'Antarctique                                      | Nick Gales               | 6 août 2015       |
| Territoire de la capitale australienne (Australian Capital Territory – ACT) | Australie (Territoire intérieur)                                                                                  | Reine d'Australie                                                                         | Élisabeth II             | 6 février 1952    |
| Territoire de la capitale australienne (Australian Capital Territory – ACT) | Australie (Territoire intérieur)                                                                                  | Gouverneur général                                                                        | Peter Cosgrove           | 28 mars 2014      |
| Territoire de la capitale australienne (Australian Capital Territory – ACT) | Australie (Territoire intérieur)                                                                                  | Administrateur                                                                            | Peter Cosgrove           | 28 mars 2014      |
| Territoire de la capitale australienne (Australian Capital Territory – ACT) | Australie (Territoire intérieur)                                                                                  | Ministre en chef du Territoire de la capitale australienne                                | Andrew Barr              | 11 décembre 2014  |
| Territoire de la baie de Jervis (Jervis Bay Territory – JBT)                | Australie (Territoire intérieur)                                                                                  | Reine d'Australie                                                                         | Élisabeth II             | 6 février 1952    |
| Territoire de la baie de Jervis (Jervis Bay Territory – JBT)                | Australie (Territoire intérieur)                                                                                  | Gouverneur général                                                                        | Peter Cosgrove           | 28 mars 2014      |
| Territoire de la baie de Jervis (Jervis Bay Territory – JBT)                | Australie (Territoire intérieur)                                                                                  | Administrateurs (successifs)                                                              | Fiona Nash               | 19 juillet 2016   |
| Territoire de la baie de Jervis (Jervis Bay Territory – JBT)                | Australie (Territoire intérieur)                                                                                  | Administrateurs (successifs)                                                              | Paul Fletcher            | 21 septembre 2015 |
| Territoire de la baie de Jervis (Jervis Bay Territory – JBT)                | Australie (Territoire intérieur)                                                                                  | Directrice de l'administration du Territoire de la baie de Jervis                         | Sheryl Klaffer           | 2009              |
| Territoire du Nord (Northern Territory – NT)                                | Australie (Territoire intérieur)                                                                                  | Reine d'Australie                                                                         | Élisabeth II             | 6 février 1952    |
| Territoire du Nord (Northern Territory – NT)                                | Australie (Territoire intérieur)                                                                                  | Gouverneur général                                                                        | Peter Cosgrove           | 28 mars 2014      |
| Territoire du Nord (Northern Territory – NT)                                | Australie (Territoire intérieur)                                                                                  | Administrateur                                                                            | John Hardy               | 10 novembre 2014  |
| Territoire du Nord (Northern Territory – NT)                                | Australie (Territoire intérieur)                                                                                  | Ministres en chef (successifs)                                                            | Michael Gunner           | 31 août 2016      |
| Territoire du Nord (Northern Territory – NT)                                | Australie (Territoire intérieur)                                                                                  | Ministres en chef (successifs)                                                            | Adam Giles               | 14 mars 2013      |
| Îles du détroit de Torres                                                   | Queensland (Territoire appartenant à l'État Queensland avec un statut spécial)                                    | Gouverneur du Queensland                                                                  | Paul de Jersey           | 29 juillet 2014   |
| Îles du détroit de Torres                                                   | Queensland (Territoire appartenant à l'État Queensland avec un statut spécial)                                    | Premier ministre du Queensland                                                            | Annastacia Palaszczuk    | 14 février 2015   |
| Îles du détroit de Torres                                                   | Queensland (Territoire appartenant à l'État Queensland avec un statut spécial)                                    | Présidents de l’autorité régionale (TSRA) (successifs)                                    | Pedro Stephen Napau      | Octobre 2016      |
| Îles du détroit de Torres                                                   | Queensland (Territoire appartenant à l'État Queensland avec un statut spécial)                                    | Présidents de l’autorité régionale (TSRA) (successifs)                                    | Joseph Elu               | 13 novembre 2013  |

## Territoires spéciaux des Pays-Bas
| Territoires                  | Souveraineté & statut                                                                                    | Fonction                                                                         | Nom                      | Depuis le          |
| ---------------------------- | --- | -------------------------------------------------------------------------------- | ------------------------ | ------------------ |
| Aruba                        | Pays-Bas (Pays constitutif du Royaume des Pays-Bas)                                                      | Roi                                                                              | Willem-Alexander         | 30 avril 2013      |
| Aruba                        | Pays-Bas (Pays constitutif du Royaume des Pays-Bas)                                                      | Gouverneur                                                                       | Fredis Refunjol          | 1er mai 2004       |
| Aruba                        | Pays-Bas (Pays constitutif du Royaume des Pays-Bas)                                                      | Ministre-président                                                               | Mike Eman                | 30 octobre 2009    |
| Bonaire                      | Pays-Bas (Commune néerlandaise à statut particulier, rattachée à la province de Hollande-Septentrionale) | Roi                                                                              | Willem-Alexander         | 30 avril 2013      |
| Bonaire                      | Pays-Bas (Commune néerlandaise à statut particulier, rattachée à la province de Hollande-Septentrionale) | Lieutenant-gouvernal                                                             | Edison Rijna             | 1er mars 2014      |
| Bonaire                      | Pays-Bas (Commune néerlandaise à statut particulier, rattachée à la province de Hollande-Septentrionale) | Représentant national pour les entités publiques Bonaire, Saba et Sint Eustatius | Gilbert Isabella         | 1er septembre 2014 |
| Curaçao                      | Pays-Bas (Pays constitutif du Royaume des Pays-Bas)                                                      | Roi                                                                              | Willem-Alexander         | 30 avril 2013      |
| Curaçao                      | Pays-Bas (Pays constitutif du Royaume des Pays-Bas)                                                      | Gouverneure                                                                      | Lucille George-Wout      | 4 novembre 2013    |
| Curaçao                      | Pays-Bas (Pays constitutif du Royaume des Pays-Bas)                                                      | Ministres-présidents (successifs)                                                | Hensley Koeiman          | 23 décembre 2013   |
| Curaçao                      | Pays-Bas (Pays constitutif du Royaume des Pays-Bas)                                                      | Ministres-présidents (successifs)                                                | Ben Whiteman             | 1er septembre 2015 |
| Saba                         | Pays-Bas (commune néerlandaise à statut particulier, rattachée à la province de Hollande-Septentrionale) | Roi                                                                              | Willem-Alexander         | 30 avril 2013      |
| Saba                         | Pays-Bas (commune néerlandaise à statut particulier, rattachée à la province de Hollande-Septentrionale) | Lieutenant-gouverneur                                                            | Jonathan G.A. Johnson    | 2 juillet 2008     |
| Saba                         | Pays-Bas (commune néerlandaise à statut particulier, rattachée à la province de Hollande-Septentrionale) | Représentant national pour les entités publiques Bonaire, Saba et Sint Eustatius | Gilbert Isabella         | 1er septembre 2014 |
| Saint-Eustache               | Pays-Bas (Commune néerlandaise à statut particulier, rattachée à la province de Hollande-Septentrionale) | Roi                                                                              | Willem-Alexander         | 30 avril 2013      |
| Saint-Eustache               | Pays-Bas (Commune néerlandaise à statut particulier, rattachée à la province de Hollande-Septentrionale) | Lieutenant-gouverneurs (successifs)                                              | Julian Woodley (intérim) | 1er avril 2016     |
| Saint-Eustache               | Pays-Bas (Commune néerlandaise à statut particulier, rattachée à la province de Hollande-Septentrionale) | Lieutenant-gouverneurs (successifs)                                              | Gerald Berkel            | 1er avril 2010     |
| Saint-Eustache               | Pays-Bas (Commune néerlandaise à statut particulier, rattachée à la province de Hollande-Septentrionale) | Représentant national pour les entités publiques Bonaire, Saba et Sint Eustatius | Gilbert Isabella         | 1er septembre 2014 |
| Sint-Maarten ou Saint-Martin | Pays-Bas (Pays constitutif du Royaume des Pays-Bas)                                                      | Roi                                                                              | Willem-Alexander         | 30 avril 2013      |
| Sint-Maarten ou Saint-Martin | Pays-Bas (Pays constitutif du Royaume des Pays-Bas)                                                      | Gouverneur                                                                       | Eugene Holiday           | 10 octobre 2010    |
| Sint-Maarten ou Saint-Martin | Pays-Bas (Pays constitutif du Royaume des Pays-Bas)                                                      | Ministre-président                                                               | William Marlin           | 19 novembre 2015   |

## Dépendances et territoires spéciaux de Norvège
| Territoires et statut    | Partie de                                                | Fonction                                               | Nom                | Depuis le        |
| ------------------------ | -------------------------------------------------------- | ------------------------------------------------------ | ------------------ | ---------------- |
| Bouvet (Île)             | Norvège (Dépendance inhabitée)                           | Roi de Norvège                                         | Harald V           | 17 janvier 1991  |
| Bouvet (Île)             | Norvège (Dépendance inhabitée)                           | Directeur général du Département des affaires polaires | Øystein Mortensen  | 2 octobre 2015   |
| Jan Mayen (Île)          | Norvège (Territoire administré par le comté de Nordland) | Roi de Norvège                                         | Harald V           | 17 janvier 1991  |
| Jan Mayen (Île)          | Norvège (Territoire administré par le comté de Nordland) | Gouverneure du Nordland                                | Hill-Marta Solberg | 1er octobre 2005 |
| Pierre Ier (Île)         | Norvège (Dépendance inhabitée)                           | Roi de Norvège                                         | Harald V           | 17 janvier 1991  |
| Pierre Ier (Île)         | Norvège (Dépendance inhabitée)                           | Directeur général du Département des affaires polaires | Øystein Mortensen  | 2 octobre 2015   |
| Reine-Maud (Terre de la) | Norvège (Dépendance inhabitée)                           | Roi de Norvège                                         | Harald V           | 17 janvier 1991  |
| Reine-Maud (Terre de la) | Norvège (Dépendance inhabitée)                           | Directeur général du Département des affaires polaires | Øystein Mortensen  | 2 octobre 2015   |
| Svalbard                 | Norvège (Territoire à souveraineté spéciale)             | Roi de Norvège                                         | Harald V           | 17 janvier 1991  |
| Svalbard                 | Norvège (Territoire à souveraineté spéciale)             | Gouverneure                                            | Kjerstin Askholt   | 10 octobre 2015  |

## Dépendances et territoires spéciaux de Nouvelle-Zélande
| Territoires et statut                                         | Partie de        | Fonction                                                     | Nom                 | Depuis le         |
| ------------------------------------------------------------- | ---------------- | ------------------------------------------------------------ | ------------------- | ----------------- |
| Cook (Îles) (État insulaire indépendant en libre association) | Nouvelle-Zélande | Reine                                                        | Élisabeth II        | 6 février 1952    |
| Cook (Îles) (État insulaire indépendant en libre association) | Nouvelle-Zélande | Représentant de la Reine                                     | Tom Marsters        | 27 juillet 2013   |
| Cook (Îles) (État insulaire indépendant en libre association) | Nouvelle-Zélande | Haut-Commissaire, représentant de la Nouvelle-Zélande        | Nick Hurley         | 21 avril 2015     |
| Cook (Îles) (État insulaire indépendant en libre association) | Nouvelle-Zélande | Premier ministre                                             | Henry Puna          | 30 novembre 2010  |
| Niue (Île) (État insulaire indépendant en libre association)  | Nouvelle-Zélande | Reine                                                        | Élisabeth II        | 6 février 1952    |
| Niue (Île) (État insulaire indépendant en libre association)  | Nouvelle-Zélande | Haut commissaire                                             | Ross Ardern         | Février 2014      |
| Niue (Île) (État insulaire indépendant en libre association)  | Nouvelle-Zélande | Premier ministre                                             | Toke Tufukia Talagi | 19 juin 2008      |
| Ross (Dépendance de) (Dépendance)                             | Nouvelle-Zélande | Reine                                                        | Élisabeth II        | 6 février 1952    |
| Ross (Dépendance de) (Dépendance)                             | Nouvelle-Zélande | Gouverneurs générals de Nouvelle-Zélande (successifs)        | Patsy Reddy         | 28 septembre 2016 |
| Ross (Dépendance de) (Dépendance)                             | Nouvelle-Zélande | Gouverneurs générals de Nouvelle-Zélande (successifs)        | Sian Elias          | 31 août 2016      |
| Ross (Dépendance de) (Dépendance)                             | Nouvelle-Zélande | Gouverneurs générals de Nouvelle-Zélande (successifs)        | Jerry Mateparae     | 31 août 2011      |
| Ross (Dépendance de) (Dépendance)                             | Nouvelle-Zélande | Chef de la direction de l'Antarctique de la Nouvelle-Zélande | Peter Beggs         | 21 octobre 2013   |
| Tokelau (Atolls) (État insulaire autonome)                    | Nouvelle-Zélande | Reine                                                        | Élisabeth II        | 6 février 1952    |
| Tokelau (Atolls) (État insulaire autonome)                    | Nouvelle-Zélande | Administrateur                                               | Linda te Puni       | 2015              |
| Tokelau (Atolls) (État insulaire autonome)                    | Nouvelle-Zélande | Chefs du gouvernement (successifs)                           | Afega Gaualofa      | 1er mars 2016     |
| Tokelau (Atolls) (État insulaire autonome)                    | Nouvelle-Zélande | Chefs du gouvernement (successifs)                           | Siopili Perez       | 23 février 2015   |

## Autres territoires autonomes
Pour plus des divisions administratives, subdivisions, gouvernements en exil, micronations, autres territoires, peuples, etc voir Liste des principaux dirigeants locaux
| Territoires et statut                                                             | Partie de                                                | Fonction                                                    | Nom                                       | Depuis le          |               |
| --------------------------------------------------------------------------------- | -------------------------------------------------------- | ----------------------------------------------------------- | ----------------------------------------- | ------------------ | ------------- |
| Açores (Région autonome portugaise)                                               | Portugal                                                 | Représentant de la République                               | Pedro Manuel dos Reis Alves Catarino      | 11 avril 2011      |               |
| Açores (Région autonome portugaise)                                               | Portugal                                                 | Président du Gouvernement                                   | Vasco Cordeiro                            | 6 novembre 2012    |               |
| Açores (Région autonome portugaise)                                               | Portugal                                                 | Vice-président du Gouvernement                              | Sérgio Humberto Rocha de Ávila            | 9 novembre 1996    |               |
| Adjarie (République autonome)                                                     | Géorgie                                                  | Présidents du Conseil suprême (successifs)                  | Davit Gabaidze                            | 28 octobre 2016    |               |
| Adjarie (République autonome)                                                     | Géorgie                                                  | Présidents du Conseil suprême (successifs)                  | Avtandil Beridze                          | 28 octobre 2012    |               |
| Adjarie (République autonome)                                                     | Géorgie                                                  | Chefs du gouvernement (successifs)                          | Zurab Pataridze                           | 15 juillet 2016    |               |
| Adjarie (République autonome)                                                     | Géorgie                                                  | Chefs du gouvernement (successifs)                          | Archil Khabadze                           | 30 octobre 2012    |               |
| Athos (République monastique autonome)                                            | Grèce                                                    | Chef de l'État                                              | Níkos Kotziás                             | 23 septembre 2015  |               |
| Athos (République monastique autonome)                                            | Grèce                                                    | Gouverneur civil,                                           | Aristos Kasmiroglou                       | 31 mai 2010        |               |
| Athos (République monastique autonome)                                            | Grèce                                                    | Leader spirituel                                            | Bartholomée Ier                           | 22 octobre 1991    |               |
| Athos (République monastique autonome)                                            | Grèce                                                    | Protos (successifs)                                         | geron Barnabas (Monastère de Vatopedi)    | 14 juin 2016       |               |
| Athos (République monastique autonome)                                            | Grèce                                                    | Protos (successifs)                                         | geron Paul (Monastère de la Grande Laure) | 14 juin 2015       |               |
| Åland (État associé finlandais)                                                   | Finlande                                                 | Gouverneur                                                  | Peter Lindbäck                            | 5 mars 1999        |               |
| Åland (État associé finlandais)                                                   | Finlande                                                 | Premiers ministres                                          | Katrin Sjögren                            | 25 novembre 2015   |               |
| Barbuda (Dépendance d'Antigua-et-Barbuda)                                         | Antigua-et-Barbuda                                       | Gouverneur générale                                         | Rodney Williams                           | 14 août 2014       |               |
| Barbuda (Dépendance d'Antigua-et-Barbuda)                                         | Antigua-et-Barbuda                                       | Premier ministre                                            | Gaston Browne                             | 13 juin 2014       |               |
| Barbuda (Dépendance d'Antigua-et-Barbuda)                                         | Antigua-et-Barbuda                                       | Président du Conseil de Barbuda                             | David Shaw                                | 1er avril 2015     |               |
| Bougainville (îles de) (Région autonome)                                          | Papouasie-Nouvelle-Guinée                                | Reine de PNG                                                | Élisabeth II                              | 16 septembre 1975  |               |
| Bougainville (îles de) (Région autonome)                                          | Papouasie-Nouvelle-Guinée                                | Gouverneur général                                          | Michael Ogio                              | 20 décembre 2010   |               |
| Bougainville (îles de) (Région autonome)                                          | Papouasie-Nouvelle-Guinée                                | Président                                                   | John Momis                                | 10 janvier 2010    |               |
| Bougainville (îles de) (Région autonome)                                          | Papouasie-Nouvelle-Guinée                                | Vice-président                                              | Patrick Nisira                            | 10 juin 2010       |               |
| Îles Canaries (Communauté autonome d'Espagne)                                     | Espagne                                                  | Roi                                                         | Felipe VI                                 | 19 juin 2014       |               |
| Îles Canaries (Communauté autonome d'Espagne)                                     | Espagne                                                  | Déléguées du gouvernement espagnol (successifs)             | María Mercedes Roldós Caballero           | 17 décembre 2016   |               |
| Îles Canaries (Communauté autonome d'Espagne)                                     | Espagne                                                  | Déléguées du gouvernement espagnol (successifs)             | Enrique Hernández Bento                   | 14 novembre 2015   |               |
| Îles Canaries (Communauté autonome d'Espagne)                                     | Espagne                                                  | Président du gouvernement                                   | Fernando Clavijo Batlle                   | 9 juillet 2015     |               |
| Carriacou et La Petite Martinique (Dépendance de Grenade)                         | Grenade                                                  | Gouverneure générale                                        | Cecile La Grenade                         | 7 avril 2013       |               |
| Carriacou et La Petite Martinique (Dépendance de Grenade)                         | Grenade                                                  | Premier ministre                                            | Keith Mitchell                            | 20 février 2013    |               |
| Carriacou et La Petite Martinique (Dépendance de Grenade)                         | Grenade                                                  | Ministre des Affaires de Carriacou et de Petite Martinique  | Elvin Nimrod                              | 3 mars 2013        |               |
| Ceuta (Ville autonome espagnole)                                                  | Espagne                                                  | Roi                                                         | Felipe VI                                 | 19 juin 2014       |               |
| Ceuta (Ville autonome espagnole)                                                  | Espagne                                                  | Délégué du gouvernement                                     | Nicolás Fernández Cucurull                | 20 juin 2015       |               |
| Ceuta (Ville autonome espagnole)                                                  | Espagne                                                  | Maire-président                                             | Juan Jesús Vivas Lara                     | 7 février 2001     |               |
| Féroé (îles) (Région autonome)                                                    | Royaume de Danemark                                      | Reine                                                       | Marguerite II de Danemark                 | 14 janvier 1972    |               |
| Féroé (îles) (Région autonome)                                                    | Royaume de Danemark                                      | Haut commissaire                                            | Dan M. Knudsen                            | 1er janvier 2008   |               |
| Féroé (îles) (Région autonome)                                                    | Royaume de Danemark                                      | Løgmaður                                                    | Aksel V. Johannesen                       | 16 septembre 2015  |               |
| Gagaouzie (district autonome de Moldavie)                                         | Moldavie                                                 | Gouverneure                                                 | Irina Vlakh                               | 15 avril 2015      |               |
| Galapagos (Province de l'Équateur)                                                | Moldavie                                                 | Équateur                                                    | Gouverneur                                | Eliécer Cruz Bedón | 29 avril 2015 |
| Galapagos (Province de l'Équateur)                                                | Président du Conseil de gouvernement avec régime spécial | Équateur                                                    | Eliécer Cruz Bedón                        | 29 avril 2015      |               |
| Gilgit-Baltistan (Territoire autonome non - intégré sous contrôle pakistanais)    | Pakistan                                                 | Gouverneur                                                  | Mir Ghazanfar Ali Khan                    | 24 novembre 2015   |               |
| Gilgit-Baltistan (Territoire autonome non - intégré sous contrôle pakistanais)    | Pakistan                                                 | Ministre en Chef                                            | Hafiz Hafeezur Rehman                     | 29 juin 2015       |               |
| Groenland (Région autonome)                                                       | Royaume de Danemark                                      | Reine                                                       | Marguerite II de Danemark                 | 14 janvier 1972    |               |
| Groenland (Région autonome)                                                       | Royaume de Danemark                                      | Haut commissaire                                            | Mikaela Engell                            | 1er avril 2011     |               |
| Groenland (Région autonome)                                                       | Royaume de Danemark                                      | Premier ministre                                            | Kim Kielsen                               | 30 septembre 2014  |               |
| Haut-Badakhchan (province autonome)                                               | Tadjikistan                                              | Président du Comité exécutif                                | Shodikhon Jamshedov                       | 19 novembre 2013   |               |
| Hong Kong (Région administrative spéciale)                                        | Chine                                                    | Chef de l'exécutif                                          | Leung Chun-ying                           | 1er juillet 2012   |               |
| Karakalpakstan (province autonome)                                                | Ouzbékistan                                              | Président du Parlement                                      | Musa Yerniyazov                           | 2 mai 2002         |               |
| Karakalpakstan (province autonome)                                                | Ouzbékistan                                              | Premiers ministres (successifs)                             | Kakhraman Sariyev                         | 14 octobre 2016    |               |
| Karakalpakstan (province autonome)                                                | Ouzbékistan                                              | Premiers ministres (successifs)                             | Bakhodir Yangiboyev                       | 3 mars 2006        |               |
| Kurdistan (Région autonome)                                                       | Irak                                                     | Président du gouvernement autonome                          | Massoud Barzani                           | 14 juin 2005       |               |
| Kurdistan (Région autonome)                                                       | Irak                                                     | Premier ministre                                            | Netchirvan Barzani                        | 7 mars 2012        |               |
| Kurdistan (Région autonome)                                                       | Irak                                                     | Vice-président                                              | Kosrat Rasul Ali                          | 14 juin 2005       |               |
| Macao (Région administrative spéciale)                                            | Chine                                                    | Chef de l'exécutif                                          | Fernando Chui Sai On                      | 20 décembre 2009   |               |
| Madère (Région autonome portugaise)                                               | Portugal                                                 | Représentant de la République                               | Irineu Cabral Barreto                     | 11 avril 2011      |               |
| Madère (Région autonome portugaise)                                               | Portugal                                                 | Président du Gouvernement                                   | Miguel Albuquerque                        | 20 avril 2015      |               |
| Madère (Région autonome portugaise)                                               | Portugal                                                 | Vice-président du Gouvernement                              | João Cunha e Silva                        | Novembre 2000      |               |
| Melilla (Ville autonome espagnole)                                                | Espagne                                                  | Roi                                                         | Felipe VI                                 | 19 juin 2014       |               |
| Melilla (Ville autonome espagnole)                                                | Espagne                                                  | Délégué du gouvernement                                     | Abdelmalik El Barkani                     | 31 décembre 2011   |               |
| Melilla (Ville autonome espagnole)                                                | Espagne                                                  | Maire-président                                             | Juan José Imbroda Ortiz                   | 19 juillet 2000    |               |
| Mindanao musulman (Région autonome des Philippines)                               | Philippines                                              | Gouverneur                                                  | Mujiv Hataman                             | 22 décembre 2011   |               |
| Mindanao musulman (Région autonome des Philippines)                               | Philippines                                              | Vice-gouverneur                                             | Haroun Al-Rashid Lucman                   | 30 juin 2013       |               |
| Nakhitchevan (Région autonome)                                                    | Azerbaïdjan                                              | Président du Conseil suprême                                | Vasif Talıbov                             | 16 décembre 1995   |               |
| Nakhitchevan (Région autonome)                                                    | Azerbaïdjan                                              | Premier ministre                                            | Alovsat Bakhshiyev                        | 2000               |               |
| Niévès (Île autonome)                                                             | Saint-Christophe-et-Niévès                               | Reine                                                       | Élisabeth II                              | 6 février 1952     |               |
| Niévès (Île autonome)                                                             | Saint-Christophe-et-Niévès                               | Vice-gouverneur général                                     | Eustace John                              | 1992               |               |
| Niévès (Île autonome)                                                             | Saint-Christophe-et-Niévès                               | Premier ministre                                            | Vance Amory                               | 13 janvier 2013    |               |
| Îles du Prince-Édouard (Archipel inhabité et isolé rattaché à la ville de Le Cap) | Afrique du Sud                                           | Président de la République                                  | Jacob Zuma                                | 9 mai 2009         |               |
| Îles du Prince-Édouard (Archipel inhabité et isolé rattaché à la ville de Le Cap) | Afrique du Sud                                           | Maire du Cap                                                | Patricia de Lille                         | 1er juin 2011      |               |
| Îles du Prince-Édouard (Archipel inhabité et isolé rattaché à la ville de Le Cap) | Afrique du Sud                                           | Directeur du soutien de l'océan Austral et de l'Antarctique | Nishendra "Nish" Devanunthan              | …1er juillet 2013  |               |
| Principe (Région auto-gouvernée)                                                  | Sao Tomé-et-Principe                                     | Présidents de la République (successifs)                    | Evaristo Carvalho                         | 3 septembre 2016   |               |
| Principe (Région auto-gouvernée)                                                  | Sao Tomé-et-Principe                                     | Présidents de la République (successifs)                    | Manuel Pinto da Costa                     | 3 septembre 2011   |               |
| Principe (Région auto-gouvernée)                                                  | Sao Tomé-et-Principe                                     | Premier ministre                                            | Patrice Trovoada                          | 29 novembre 2014   |               |
| Principe (Région auto-gouvernée)                                                  | Sao Tomé-et-Principe                                     | Président du gouvernement régional de Principe              | José Cardoso Cassandra                    | 5 octobre 2006     |               |
| Rodrigues (île autonome)                                                          | Maurice                                                  | Président de la République                                  | Ameenah Gurib-Fakim                       | 5 juin 2015        |               |
| Rodrigues (île autonome)                                                          | Maurice                                                  | Chef Commissaire                                            | Louis Serge Clair                         | 11 février 2012    |               |
| Rodrigues (île autonome)                                                          | Maurice                                                  | Directeur Général                                           | Jacques Davis Hee Hong Wye                | 13 février 2012    |               |
| Tobago (Région autonome)                                                          | Trinité-et-Tobago                                        | Président de Trinité-et-Tobago                              | Anthony Carmona                           | 18 mars 2013       |               |
| Tobago (Région autonome)                                                          | Trinité-et-Tobago                                        | Secrétaire en chef                                          | Orville London                            | 29 janvier 2001    |               |
| Zanzibar                                                                          | Tanzanie                                                 | Président                                                   | Ali Mohamed Shein                         | 3 novembre 2010    |               |
| Zanzibar                                                                          | Tanzanie                                                 | Premier Vice-président                                      | Seif Sharif Hamad                         | 9 novembre 2010    |               |
| Zanzibar                                                                          | Tanzanie                                                 | Second Vice-président                                       | Seif Ali Iddi                             | Novembre 2010      |               |

## Autres territoires indépendants de facto
| Territoires et statut                         | Partie de                  | Fonction                           | Nom                           | Depuis le                  |
| --------------------------------------------- | -------------------------- | ---------------------------------- | ----------------------------- | -------------------------- |
| Azad Cachemire (gouvernement pro-pakistanais) | Inde Jammu-et-Cachemire    | Présidents (successifs)            | Muhammad Masood Khan          | 25 août 2016               |
| Azad Cachemire (gouvernement pro-pakistanais) | Inde Jammu-et-Cachemire    | Présidents (successifs)            | Sardar Mohammad Yaqoob Khan   | 25 août 2011               |
| Azad Cachemire (gouvernement pro-pakistanais) | Inde Jammu-et-Cachemire    | Premiers ministres (successifs)    | Raja Farooq Haider Khan       | 31 juillet 2016            |
| Azad Cachemire (gouvernement pro-pakistanais) | Inde Jammu-et-Cachemire    | Premiers ministres (successifs)    | Chaudhry Abdul Majeed         | 2011[précision nécessaire] |
| Donetsk (République populaire)                | Ukraine Oblast de Donetsk  | Chefs d'État                       | Aleksandr Zakhartchenko       | 4 novembre 2014            |
| Donetsk (République populaire)                | Ukraine Oblast de Donetsk  | Président du Conseil des ministres | Aleksandr Zakhartchenko       | 7 août 2014                |
| Haut-Karabagh (gouvernement pro-arménien)     | Azerbaïdjan                | Président                          | Bako Sahakian                 | 7 septembre 2007           |
| Haut-Karabagh (gouvernement pro-arménien)     | Azerbaïdjan                | Premier ministre                   | Arayik Haroutiounian          | 14 septembre 2007          |
| Louhansk (République populaire)               | Ukraine Oblast de Louhansk | Chef d'État                        | Igor Plotnitsky               | 14 août 2014               |
| Louhansk (République populaire)               | Ukraine Oblast de Louhansk | Président du Conseil des Ministres | Sergueï Kozlov                | 28 décembre 2015           |
| Puntland (Région autonome)                    | Somalie                    | Président                          | Abdiweli Mohamed Ali          | 8 janvier 2014             |
| Puntland (Région autonome)                    | Somalie                    | Vice-président                     | Abdihakim Abdullahi Haji Omar | 8 janvier 2014             |
| Somaliland (indépendance auto-proclamée)      | Somalie                    | Président                          | Ahmed Mohamed Silanyo         | 27 juillet 2010            |
| Somaliland (indépendance auto-proclamée)      | Somalie                    | Vice-président                     | Abdirahman Saylici            | juillet 2010               |
| Transnistrie (République autonome)            | Moldavie                   | Présidents (successifs)            | Vadim Krasnoselsky            | 16 décembre 2016           |
| Transnistrie (République autonome)            | Moldavie                   | Présidents (successifs)            | Yevgeny Shevchuk              | 30 décembre 2011           |
| Transnistrie (République autonome)            | Moldavie                   | Premiers ministres (successifs)    | Alexandr Martynov             | 17 décembre 2016           |
| Transnistrie (République autonome)            | Moldavie                   | Premiers ministres (successifs)    | Pavel Prokoudine              | 23 décembre 2015           |
| Waziristan (Zones tribales, de non-droit)     | Pakistan                   | Émir                               | Maulana Fazlullah             | 7 novembre 2013            |

## Gouvernements en exil et/ou alternatifs
| Pays ou territoire                                                                                                  | Partie de   | Fonction                                    | Nom                                                            | Depuis (le)                                           |
| --- | ----------- | ------------------------------------------- | -------------------------------------------------------------- | ----------------------------------------------------- |
| Abkhazie (Gouvernement pro-géorgien)                                                                                | Géorgie     | Président du Conseil suprême                | Elguja Gvazava                                                 | 20 mars 2009                                          |
| Abkhazie (Gouvernement pro-géorgien)                                                                                | Géorgie     | Premier ministre                            | Vakhtang Kolbaia (par intérim)                                 | 7 avril 2013                                          |
| République populaire biélorusse (Gouvernement en exil à Toronto)                                                    | Biélorussie | Présidente de la Rada                       | Ivonka Survilla                                                | 1997                                                  |
| Crimée (L'administration en exil de la République autonome à Kharkiv)                                               | Ukraine     | Président                                   | Petro Porochenko                                               | 7 juin 2014                                           |
| Crimée (L'administration en exil de la République autonome à Kharkiv)                                               | Ukraine     | Représentante du président de l'Ukraine     | Nataliya Popovych                                              | 22 mai 2014                                           |
| Cyrénaïque (Région autonome auto-proclamé, non reconnue par le gouvernement central libyen )                        | Libye       | Chefs de la région (en concurrence)         | Ibrahim Jadhran (chef du Bureau politique de Cyrénaïque [BPC]) | 24 octobre 2013) (corevendicateur du 24 octobre 2013) |
| Cyrénaïque (Région autonome auto-proclamé, non reconnue par le gouvernement central libyen )                        | Libye       | Chefs de la région (en concurrence)         | Ahmed al-Senussi (chef du Conseil de Cyrénaïque en Libye)      | 6 mars 2012 (corevendicateur du 24 octobre 2013)      |
| Cyrénaïque (Région autonome auto-proclamé, non reconnue par le gouvernement central libyen )                        | Libye       | Premier ministre                            | Abd-Rabbo al-Baraasi                                           | 3 novembre 2013                                       |
| Estonie (Successeur du gouvernement en exil de la période soviétique à Nõmme)                                       | Estonie     | Président                                   | Kalev Ots                                                      | 28 novembre 2003                                      |
| Estonie (Successeur du gouvernement en exil de la période soviétique à Nõmme)                                       | Estonie     | Premier ministre                            | Ahti Mänd                                                      | 7 décembre 2003                                       |
| Fezzan (Région autonome auto-proclamé, non reconnue par le gouvernement central libyen)                             | Libye       | Président de la province                    | Nuri Muhammad al-Qouizi                                        | 26 septembre 2013                                     |
| Kosovo (Administration serbe)                                                                                       | -           | Directeur du Bureau pour Kosovo et Metohija | Marko Đurić                                                    | 2 septembre 2013                                      |
| Kosovo (Assemblée du Kosovo-et-Métochie)                                                                            | -           | Président du Conseil                        | Dragan Velic                                                   | 3 septembre 2006                                      |
| Kosovo (Assemblée du Kosovo-et-Métochie)                                                                            | -           | Présidente du bureau exécutif du Conseil    | Rada Trajkovic                                                 | 3 septembre 2006                                      |
| Moluques-du-Sud | Indonésie   | Président                                   | John Wattilete                                                 | 17 avril 2010                                         |
| Ossétie du Sud (Entité provisoire d'Ossétie du Sud)                                                                 | Géorgie     | Chef de l’administration provisoire         | Dmitri Sanakoïev                                               | 10 mai 2007                                           |
| Rojava (Région autonome auto-proclamé)                                                                              | Syrie       | Co-présidents                               | Hediya Yousef et Mansur Selum                                  | Mars 2016                                             |
| Coalition nationale des forces de l'opposition et de la révolution (Autorité politique de transition en opposition) | Syrie       | Présidents (successifs)                     | Anas al-Abdah                                                  | 5 mars 2016                                           |
| Coalition nationale des forces de l'opposition et de la révolution (Autorité politique de transition en opposition) | Syrie       | Présidents (successifs)                     | Khaled Khuja                                                   | 5 janvier 2015                                        |
| Coalition nationale des forces de l'opposition et de la révolution (Autorité politique de transition en opposition) | Syrie       | Premiers vice-présidents (successifs)       | Mouaffaq Nyrabia                                               | 5 mars 2016                                           |
| Coalition nationale des forces de l'opposition et de la révolution (Autorité politique de transition en opposition) | Syrie       | Premiers vice-présidents (successifs)       | Hisham Ibrahim Marwa                                           | 5 janvier 2015                                        |
| Coalition nationale des forces de l'opposition et de la révolution (Autorité politique de transition en opposition) | Syrie       | Seconds vice-présidents (successifs)        | Abdul Hakim Bashar                                             | 5 mars 2016                                           |
| Coalition nationale des forces de l'opposition et de la révolution (Autorité politique de transition en opposition) | Syrie       | Seconds vice-présidents (successifs)        | Naghm Al Ghadri                                                | 5 janvier 2015                                        |
| Coalition nationale des forces de l'opposition et de la révolution (Autorité politique de transition en opposition) | Syrie       | Troisième vice-président                    | Samira al-Masalma                                              | 5 mars 2016                                           |
| Coalition nationale des forces de l'opposition et de la révolution (Autorité politique de transition en opposition) | Syrie       | Premiers ministres (successifs)             | Jawad Abu Hatab (par intérim)                                  | 17 mai 2016                                           |
| Coalition nationale des forces de l'opposition et de la révolution (Autorité politique de transition en opposition) | Syrie       | Premiers ministres (successifs)             | Ahmad Saleh Touma (par intérim)                                | 15 octobre 2014                                       |
| Tchétchénie (Itchkérie)                                                                                             | Russie      | Président                                   | Akhmed Zakaïev                                                 | 23 novembre 2007                                      |
| Tibet | Chine       | Dalaï Lama                                  | Tenzin Gyatso                                                  | 25 août 1939                                          |
| Tibet | Chine       | Président du Cabinet                        | Lobsang Sangay                                                 | 8 août 2011                                           |

#### Listes chronologiques de chefs d'État et dirigeants nationaux
- Liste des chefs de l'exécutif par État en 2015
- Liste des chefs de l'exécutif par État en 2017
- Liste des dirigeants actuels des États

#### Listes thématiques de ministres
- Liste des ministres des affaires étrangères
- Liste des ministres de la défense
- Liste des ministres des finances
- Liste des ministres de l'Intérieur
- Liste des ministres de la Justice

#### Autres listes de personnalités
- Liste des présidents d'assemblée parlementaire
- Liste des dirigeants des États et communautés traditionnels
- Liste des principaux dirigeants locaux

#### Listes de territoires
- Listes thématiques de pays
- Liste des dépendances et territoires à souveraineté spéciale

#### Divers
- Mode de désignation du chef d'État et du Parlement par pays